# Liste des palais de la ville de Naples
 (août 2024).
Si vous disposez d'ouvrages ou d'articles de référence ou si vous connaissez des sites web de qualité traitant du thème abordé ici, merci de compléter l'article en donnant les références utiles à sa vérifiabilité et en les liant à la section « Notes et références ».

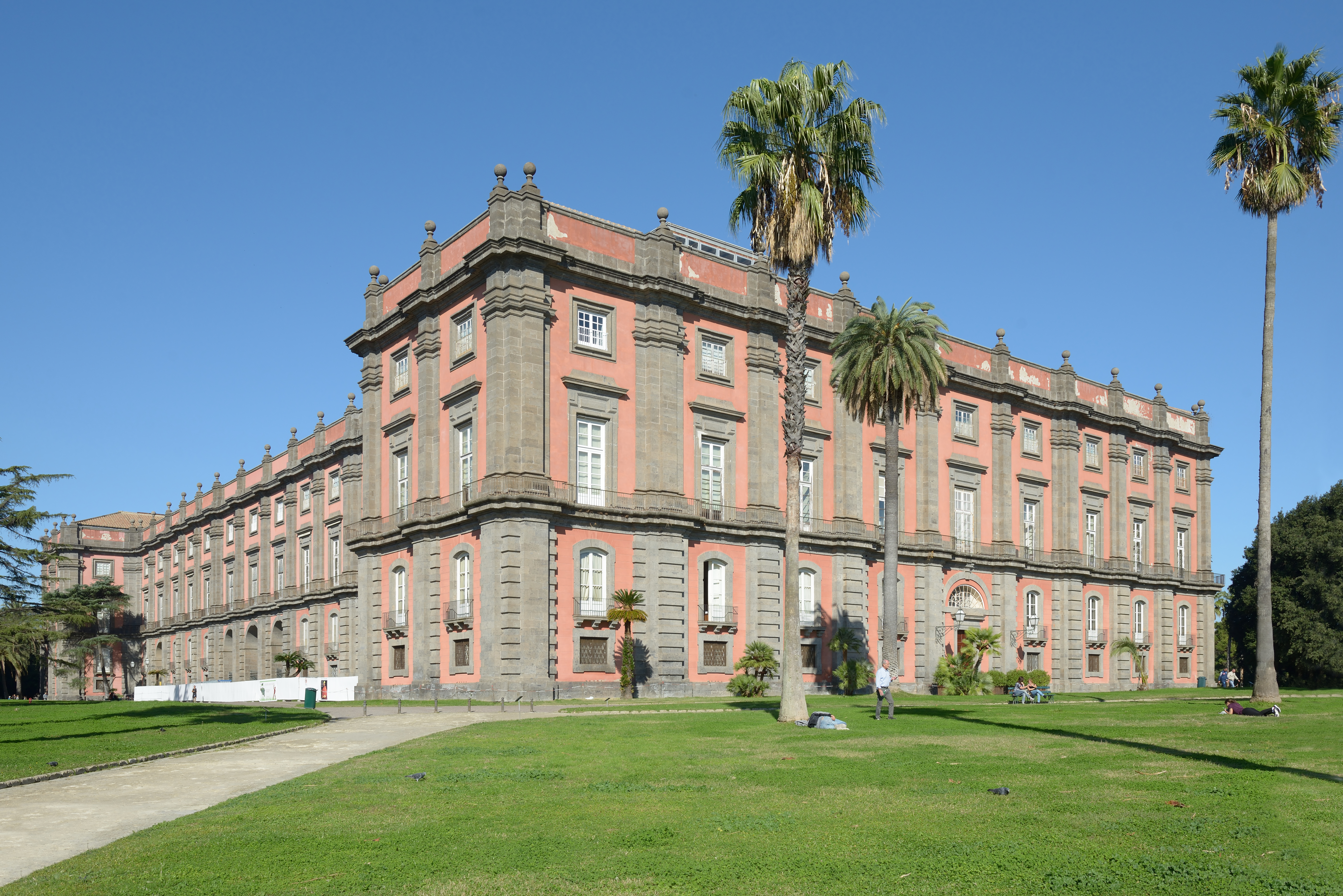
Palais du Capodimonte

La liste des palais de la ville de Naples énumère essentiellement les structures d'intérêt historique et artistique qui ont été construites depuis la période médiévale jusqu'au XXIe siècle. Selon l'historiographie et les sources officielles, on compte plusieurs centaines d'édifices qui ont un patrimoine riche d'histoire artistique, architecturale et civile qui s'est formé au cours de onze siècles.
La liste des palais à intérêt monumental de la ville de Naples est établie par ordre alphabétique.

## Histoire

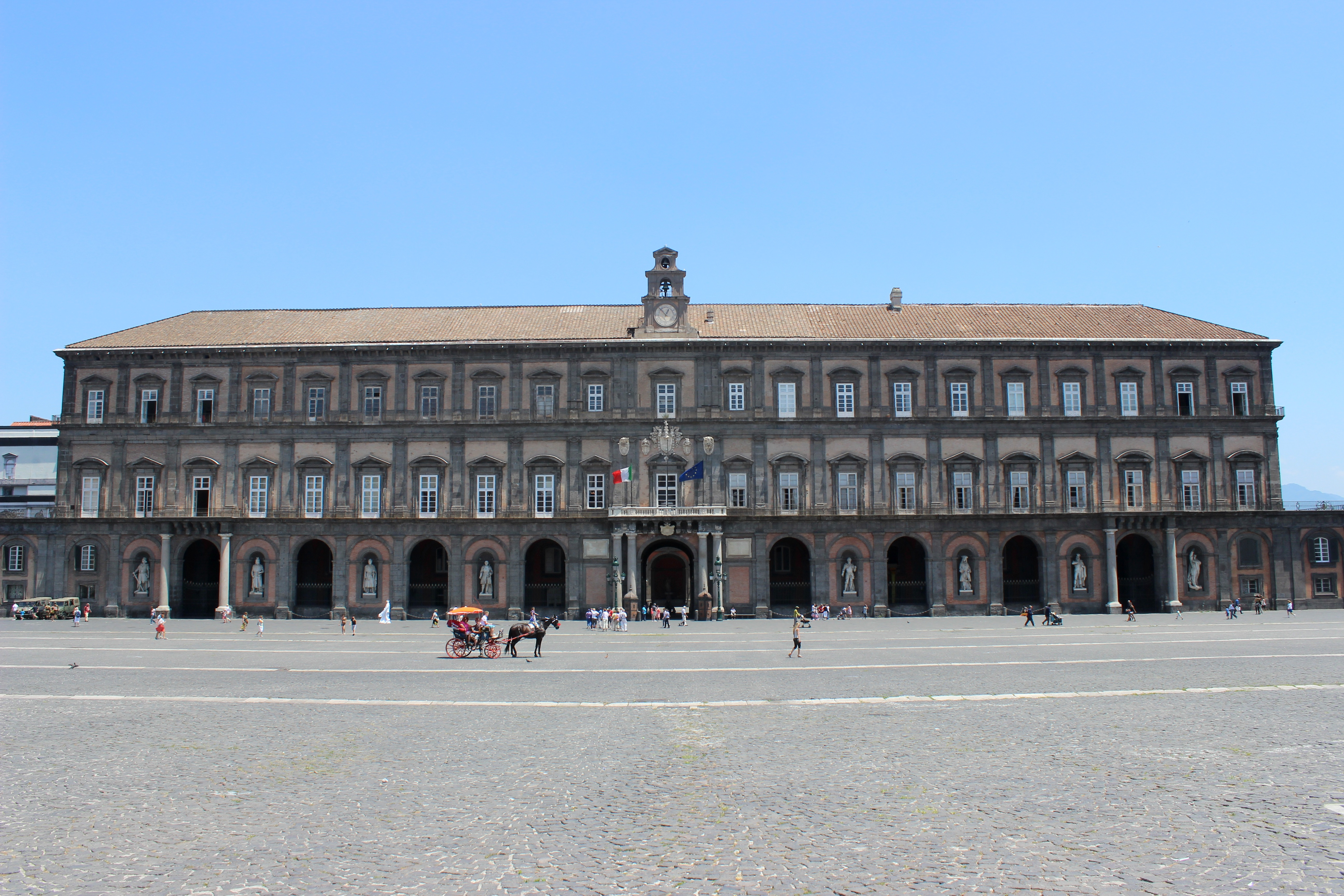
Façade du Palazzo Reale.

Les palais médiévaux de Naples appartenaient à des sociétés importantes comme la Zecca du royaume de Naples ou l'évêché. Au XIVe siècle commença la construction des premiers palais destinés à la noblesse qui s'installait progressivement en ville.
Au XVe siècle, la construction de ce type d'édifice connut la meilleure période, favorisé par un essor économique soutenu. De fait pendant cette période et pendant les trente premières années du XVIe siècle, les projets sont commissionnés à des importants architectes. Successivement, avec Pedro Álvarez de Toledo de nouvelles expansions concernant les critères de l'édilice[Quoi ?] civile, comme par exemple les casa palazziate caractérisée par des édifices groupés et avec un petit cloître, par influence de l'architecture religieuse. Ces derniers eurent du succès surtout au cours du XVIIe siècle.
Au XVIIe siècle, de nombreux palais existants subirent des modifications selon le nouveau style émergeant le baroque.
Au cours de la seconde moitié du XVIIIe siècle de nombreux palais ont été construits le long des allées de représentation de nombreux établissements de style néoclassique.
Enfin du XIXe au XXe siècle de nombreux palais ont été remodelés ou reconstruits, en particulier dans la seconde moitié de l'Ottocento et au début du Novecento, en pleine période dite du Risanamento quand sont construits des palais de style éclectique.
Après la période éclectique, se manifeste la nouvelle conception architecturale du Novecento avec les édifices projetés par les rationalistes et les monumentalistes. Au cours des années 1930, on assiste à des constructions de type organique. Enfin dans les années 1970, avec la fin du style moderne, la ville de Naples découvre l'architecture brutaliste.

### De l'époque médiévale jusqu'auXVIIIesiècle

#### XIIIesiècle

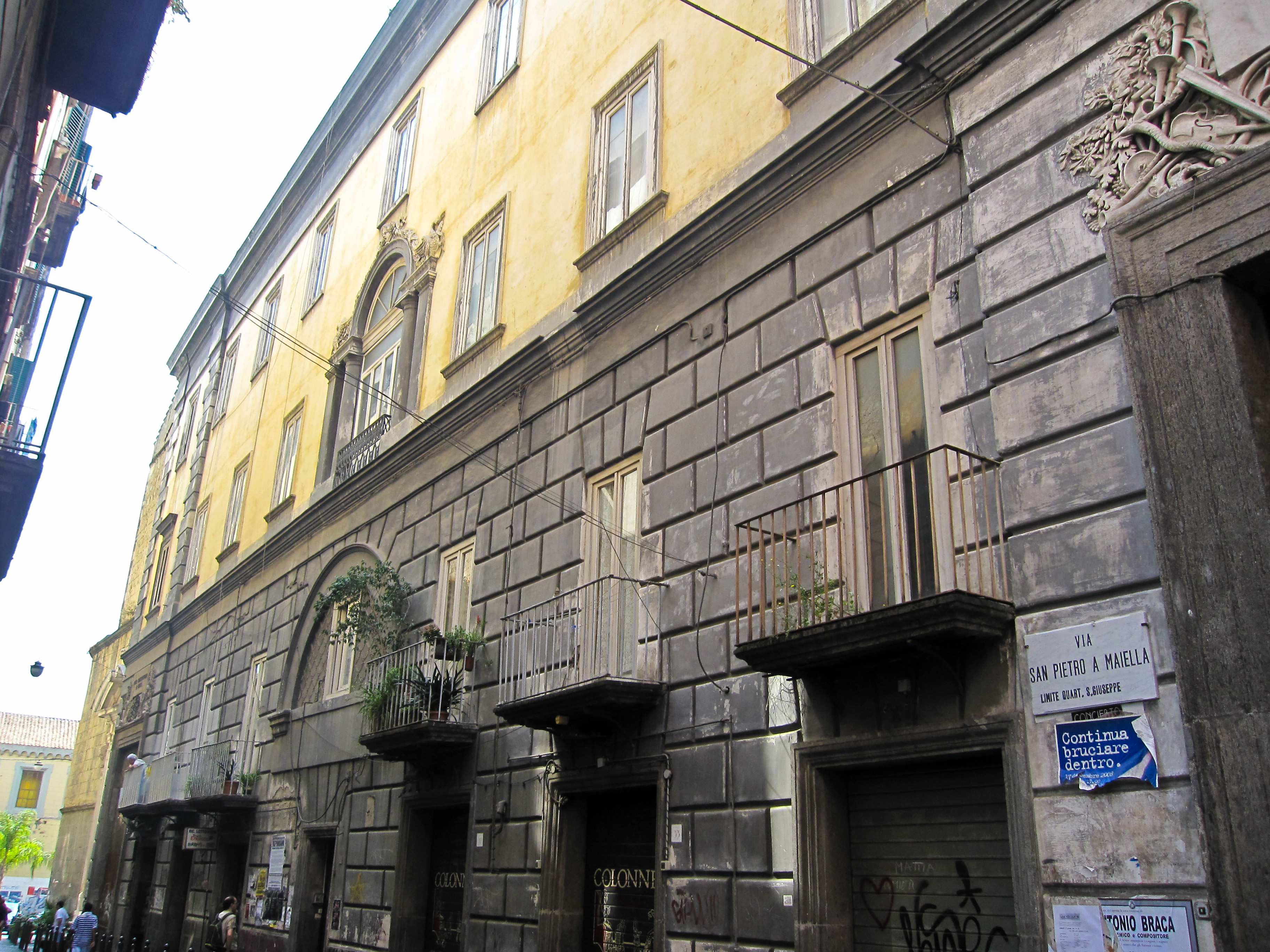
Conservatorio di San Pietro a Majella

- Castel Nuovo
- Conservatoire San Pietro a Majella
- Palazzo Arcivescovile
- Palazzo della Zecca

#### XIVesiècle
- Castel dell'Ovo
- Castel Sant'Elmo
- Palais Caracciolo di Avellino
- Palais Caracciolo di Santobuono
- Palais Colonna
- Palazzo della Dogana Vecchia
- Palais de Philippe d'Anjou

#### XVesiècle
- Palazzo Bonifacio a Portanova
- Palais Brancaccio
- Palazzo Capomazza di Campolattaro
- Palazzo Caracciolo di Brienza
- Palazzo Caracciolo di Forino
- Palazzo Caracciolo di Gioiosa
- Palazzo Caracciolo di Oppido
- Palazzo Carafa d'Andria
- Palazzo Carafa di Montorio

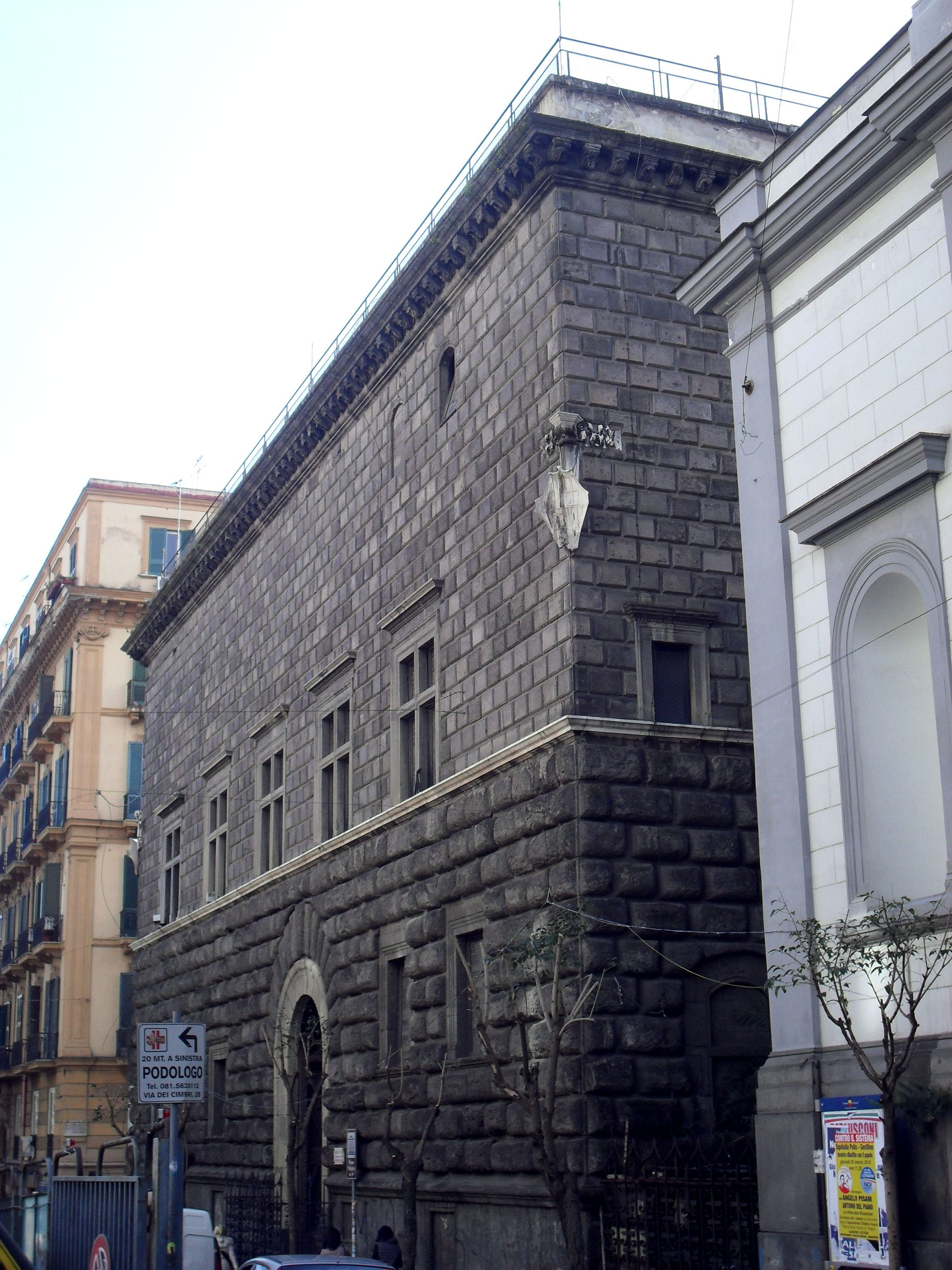
Palazzo Como

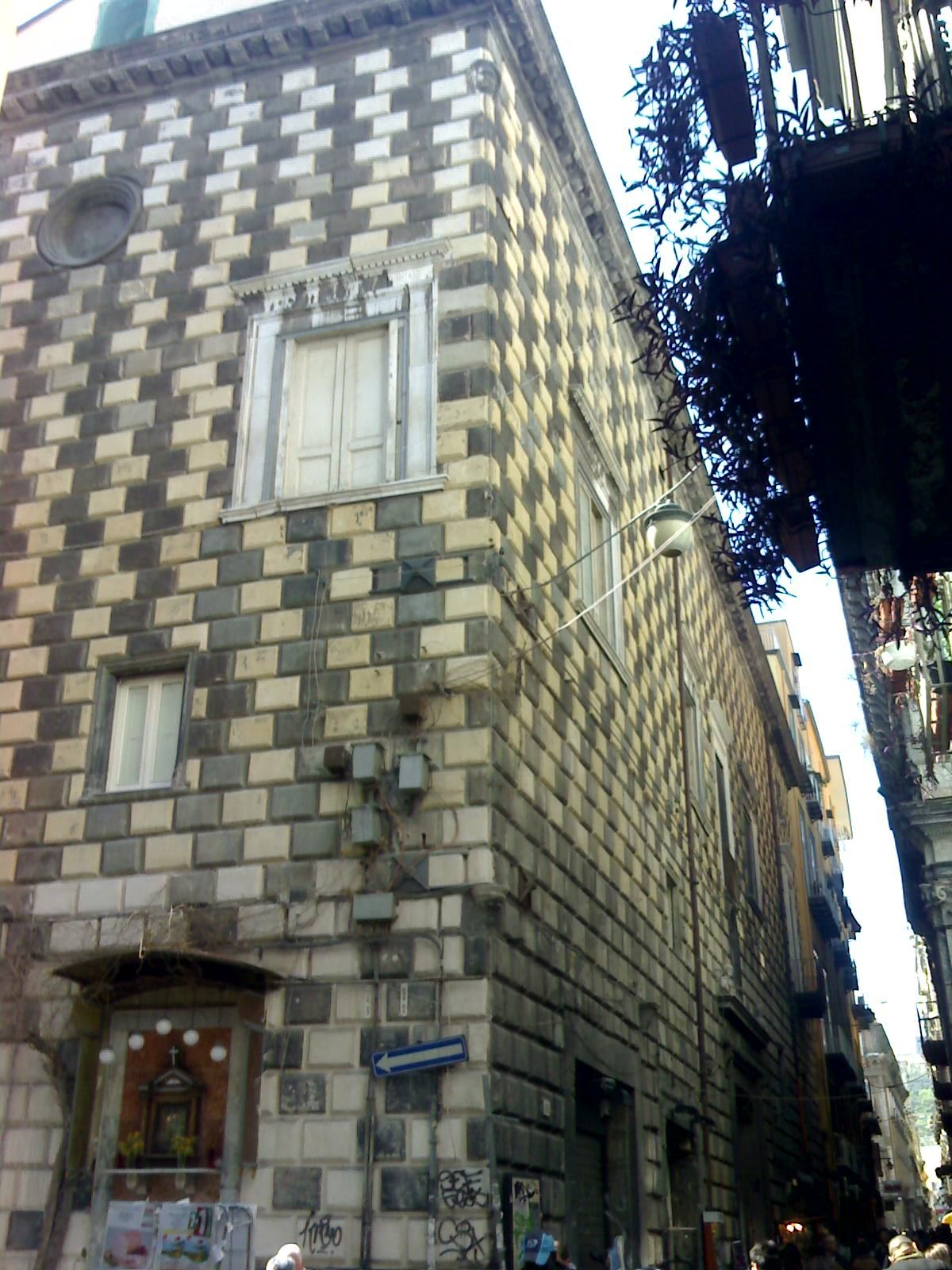
Palais Diomede Carafa

- Palazzo Carafa di Traetto (via dei Tribunali 175)
- Palazzo Castriota Skanderbeg
- Palais Como
- Palais D'Afflitto
- Palazzo D'Afflitto (secondo Labrot)
- Palazzo De Maio
- Palazzo De Scorciatis
- Palazzo dal Portale toscano
- Palazzo del Panormita
- Palazzo della Grande loggia
- Palazzo Della Marra
- Palazzo della Regina Giovanna
- Palais Diomede Carafa
- Palazzo in via Santa Chiara 26
- Palazzo in via Tribunali 276
- Palazzo in vico Purgatorio ad Arco 13
- Palazzo di Ludovico di Bux
- Palazzo Mosca
- Palazzo Muscèttola di Luperano
- Palazzo Penne
- Palazzo Petrucci
- Palazzo Pignatelli a San Giovanni Maggiore
- Palazzo Pignatelli di Toritto
- Palazzo Pisanelli
- Palazzo Rota
- Palazzo Spinelli di Laurino
- Palazzo Traetto
- Palazzo Venezia

#### XVIesiècle
- Masseria dei Domenicani
- Palazzo Acquaviva d'Atri
- Palazzo Balsorano
- Palazzo Barbaja
- Palazzo Berio
- Palazzo Bonifacio a Regina Coeli
- Palais Brunasso

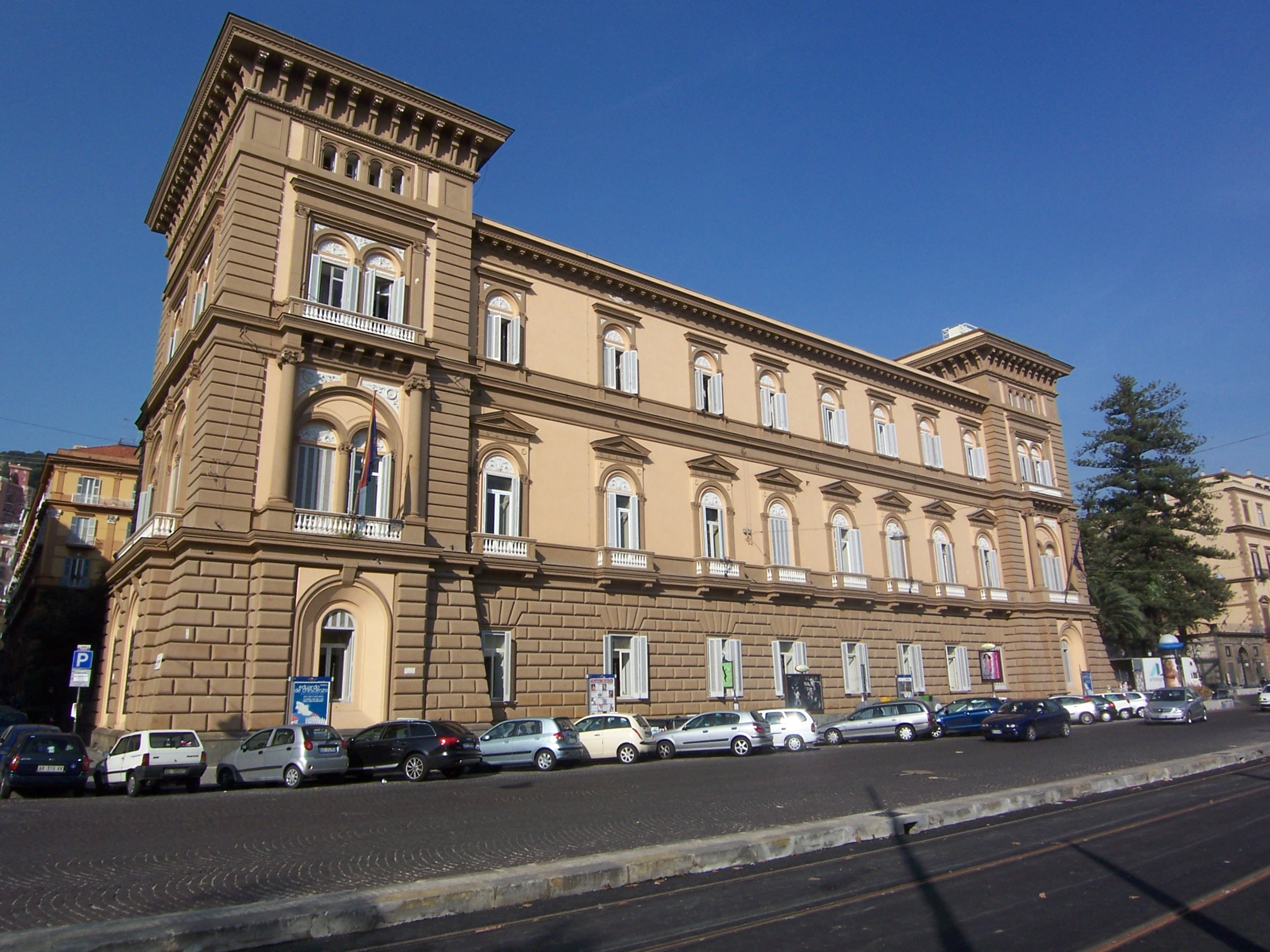
Palazzo Caravita di Sirignano

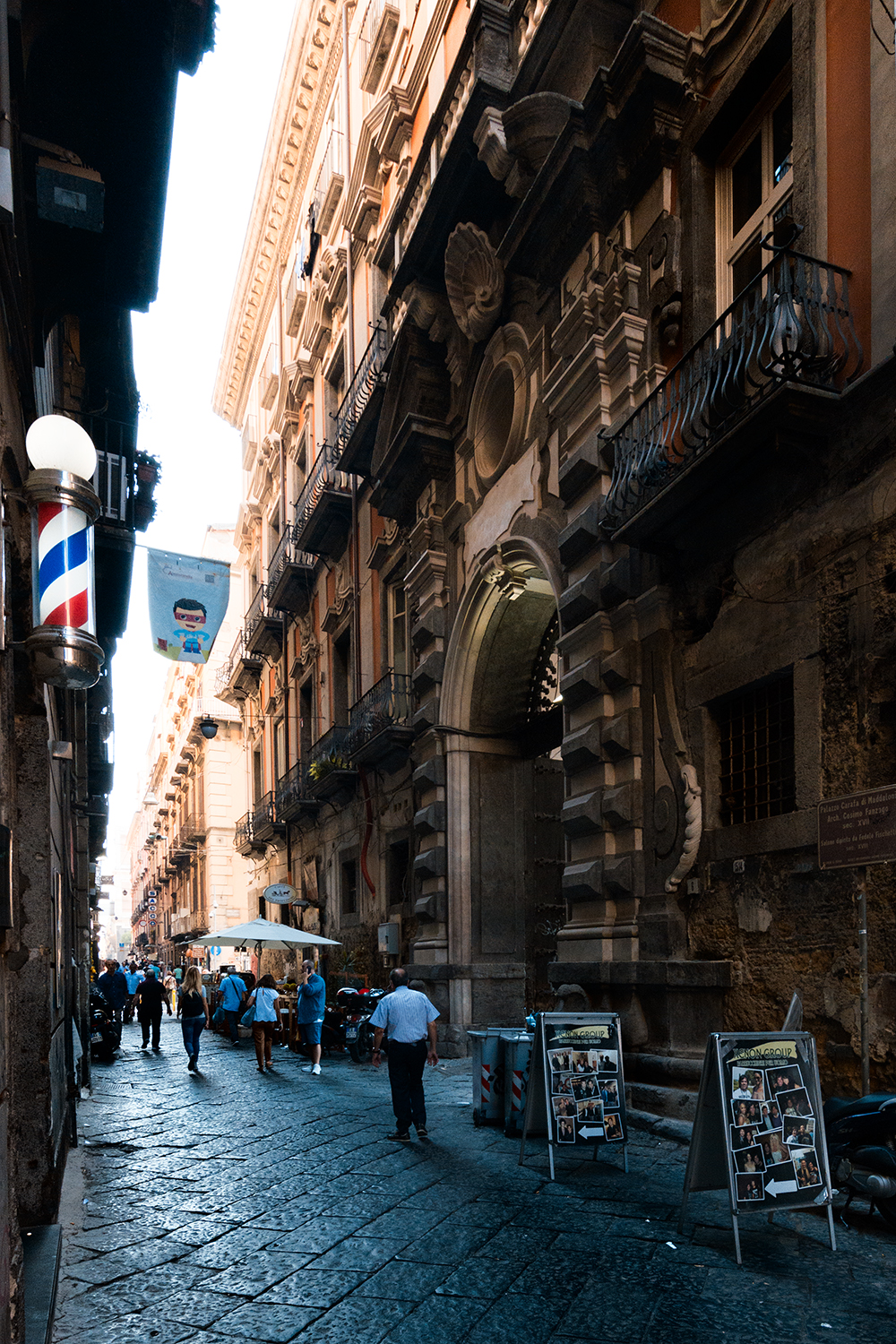
Palazzo Carafa di Maddaloni

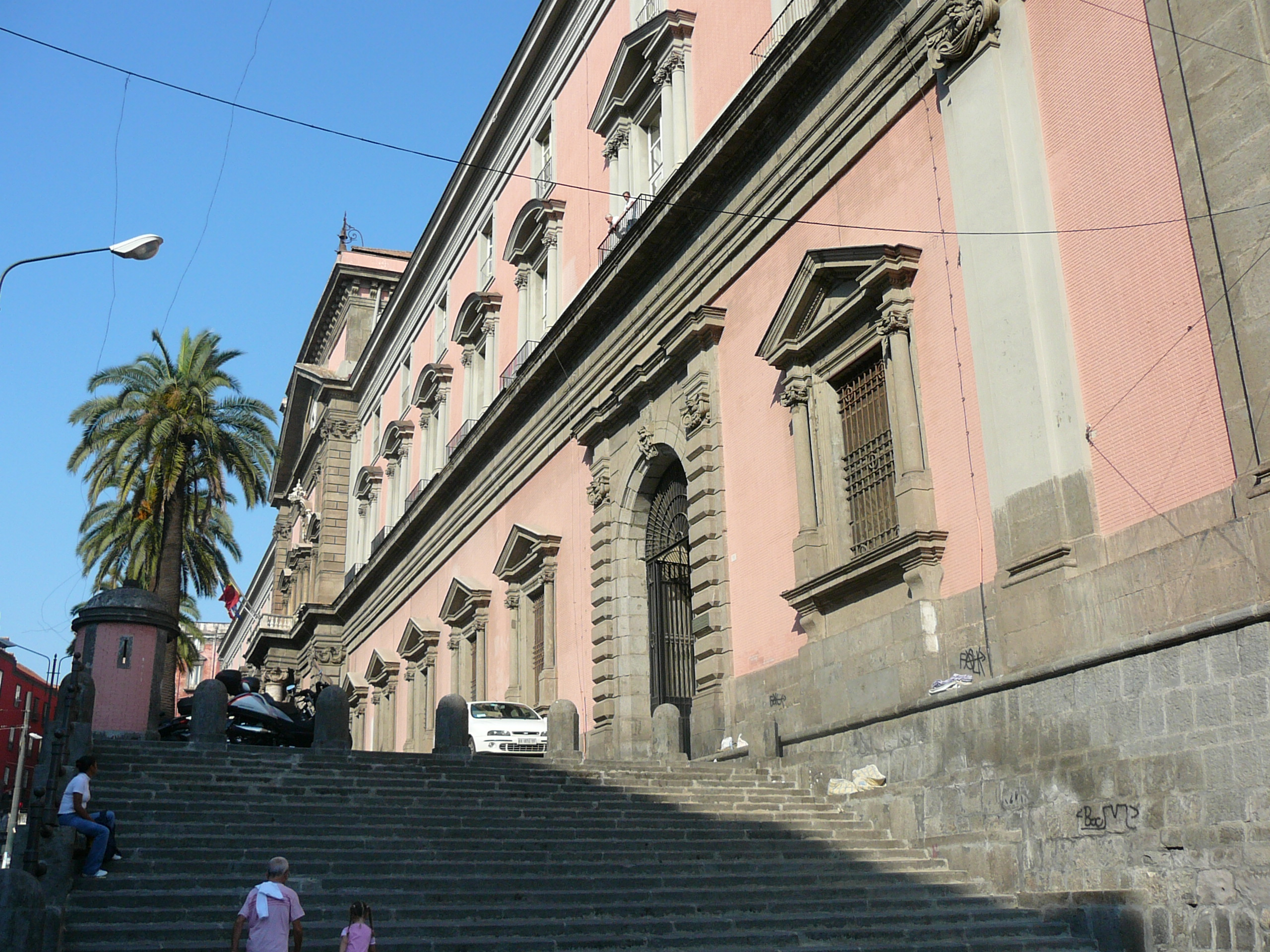
Palazzo degli Studi

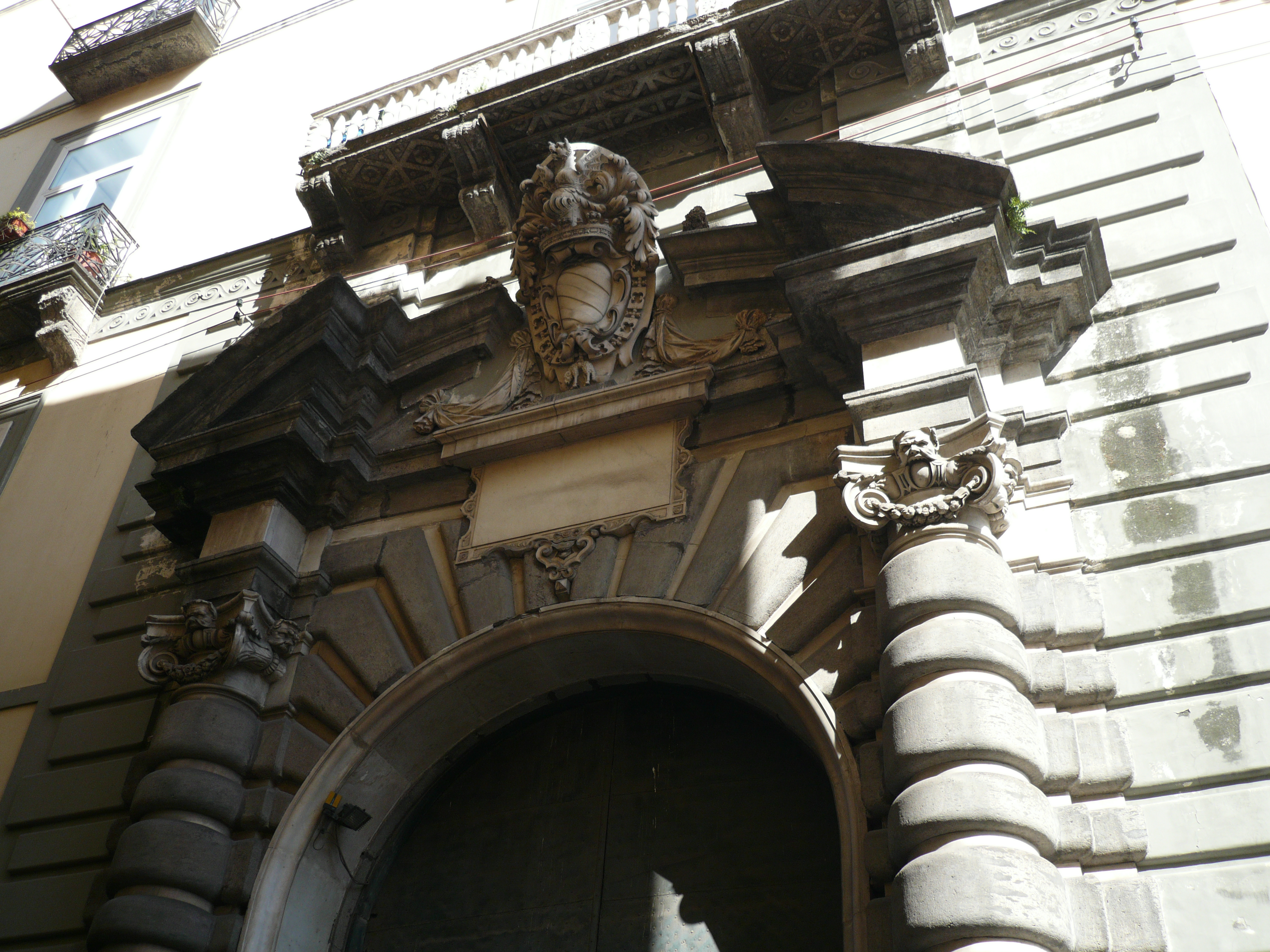
Palazzo di Sangro

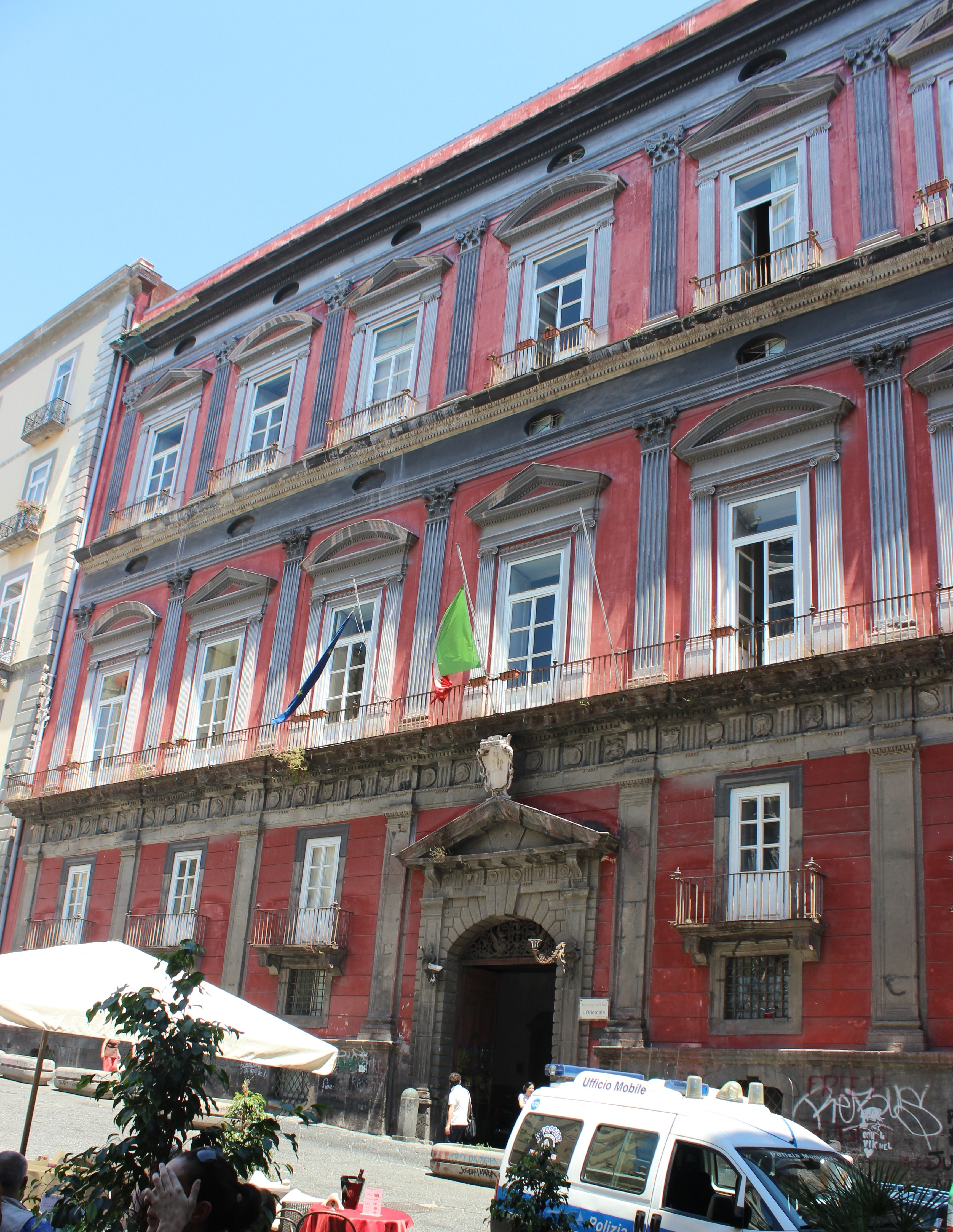
Palazzo Saluzzo di Corigliano

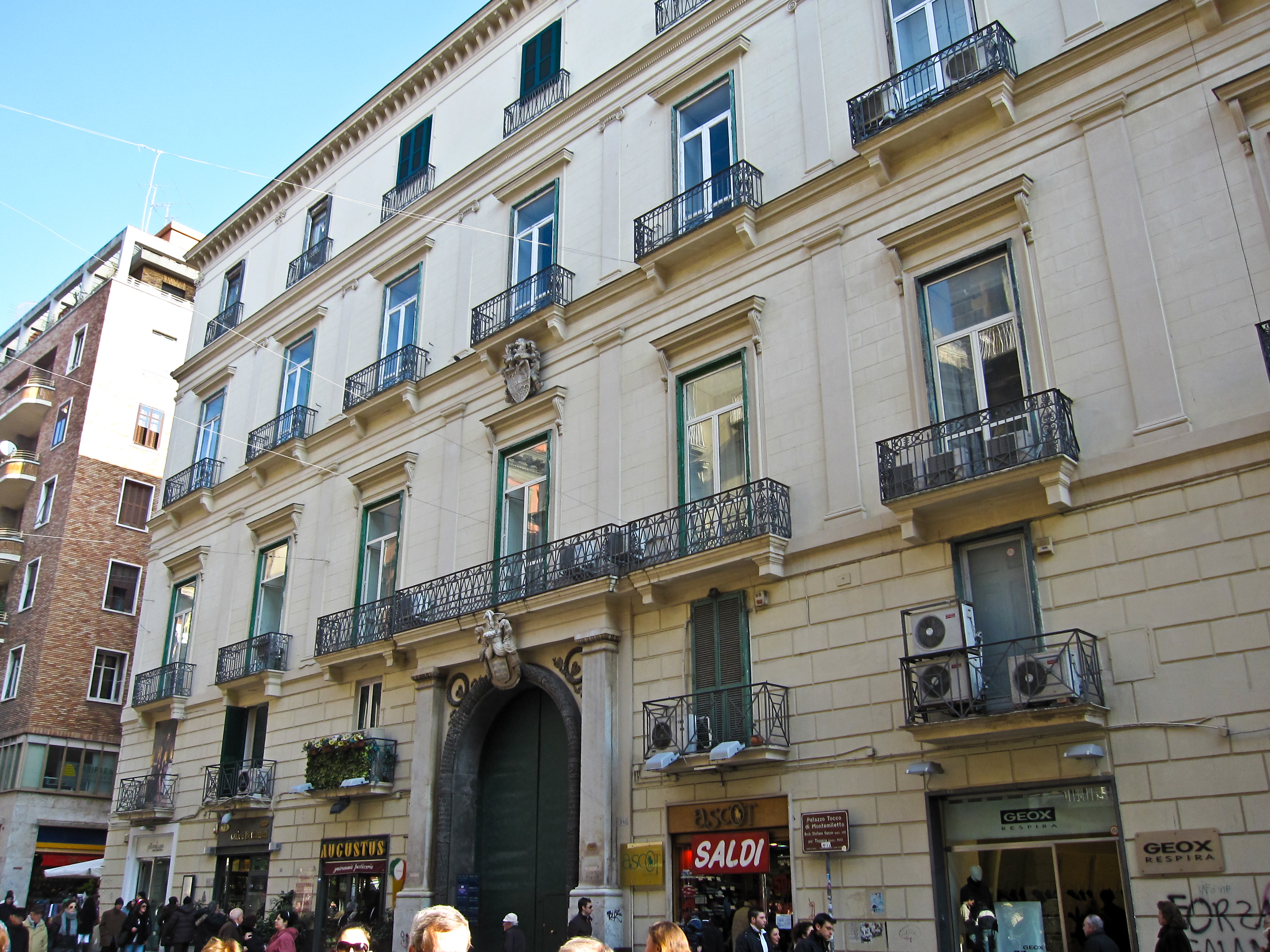
Palazzo Tocco di Montemiletto

- Palazzo Capecelatro (vico San Pellegrino 24)
- Palazzo Capracotta (via Monte di Dio 74)
- Palazzo Capuano
- Palazzo Caracciolo di Forino
- Palazzo Caracciolo di San Vito (via Pietro Trinchera 7)
- Palazzo Caracciolo di Torchiarolo (via Pontenuovo 27)
- Palazzo Carafa della Spina
- Palazzo Carafa d'Andria
- Palazzo Carafa di Belvedere
- Palazzo Carafa di Chiusano (via dei Tribunali 181-183)
- Palazzo Carafa di Maddaloni
- Palais Carafa di Nocera
- Palazzo Carafa di Santa Severina
- Palazzo Caravita di Sirignano
- Palazzo Carignani di Novoli (via Solitaria 42)
- Palazzo Cellammare
- Palazzo Ciccarelli di Cesavolpe
- Palazzo d'Avalos del Vasto
- Palazzo De Sangro di Vietri
- Palazzo De Liguoro
- Palazzo De Rosa a largo Regina Coeli
- Palazzo degli Studi
- Palazzo dei Duchi di Casamassima (ou de Bellis)
- Palazzo del Cavaliere
- Palazzo del convento dell'Egiziaca a Pizzofalcone
- Palazzo del Conservatorio dello Spirito Santo
- Palazzo del Monte dei Morti (via Egiziaca a Pizzofalcone 20)
- Palazzo del Monte di Pietà
- Palazzo del Nunzio Apostolico
- Palazzo Del Pezzo (via Gennaro Serra 75)
- Palazzo del Principe di Sannicandro (également Carafa di Maddaloni)
- Palazzo della Marchesa di Castelluccio
- Palazzo Della Porta
- Palazzo Della Posta (via Pasquale Scura 8)
- Palazzo delle Congregazioni
- Palazzo di Niccolò Caracciolo
- Palazzo di Sangro
- Palazzo di Somma del Colle
- Palazzo Filangieri d'Arianello
- Palazzo Filomarino
- Palazzo Gagliani (via Pasquale Scura 66)
- Palazzo Garzillo
- Palazzo Giusso
- Palazzo in largo Santa Maria la Nova 8
- Palazzo in largo Santa Maria la Nova 12
- Palazzo in salita Pontecorvo 26
- Palazzo in via Atri 33
- Palazzo in via Carbonara 52
- Palazzo in via Pallonetto di Santa Chiara 15
- Palazzo in via San Giovanni Maggiore dei Pignatelli 29
- Palazzo in via Santa Teresella degli Spagnoli
- Palazzo in via Speranzella 123
- Palazzo in vico Sedil Capuano 21
- Palazzo Lagni (via Vergini 56)
- Palazzo Lauro di Bisignano
- Palazzo Loffredo (via Salvator Rosa)
- Palazzo Marigliano
- Palazzo Medici a Materdei
- Palazzo Medici a Santa Maria la Nova
- Palazzo Miradois
- Palazzo Morisani
- Palazzo Mormando
- Palazzo Orsini di Gravina
- Palazzo Petrone
- Palazzo Pignatelli di Monteleone
- Palazzo Pignone
- Palazzo Pinelli
- Palazzo Ragni
- Palazzo Ricca (via dei Tribunali 214)
- Palazzo Rutia-De Silva (vico Santo Spirito di Palazzo 34)
- Palais Saluzzo di Corigliano
- Palazzo Santa Maria Porta Coeli
- Palazzo Sessa
- Palazzo Spinelli di Cariati
- Palazzo Tocco di Montemiletto
- Palazzo Tortora
- Palais Tufarelli
- Palazzo Ventapane
- Palazzo Venusio
- Palazzo Vicereale
- Palazzo Villani (via Vergini 38)

#### XVIIeetXVIIIesiècles
- Real Albergo dei Poveri
- Palazzo del Real Museo
- Palais royal de Naples
- Reggia di Capodimonte
- Bacino del Raddobbo
- Caserma di Cavalleria Borbonica
- Gran Quartiere di Pizzofalcone
- Masseria Spinosa
- Mercato medioevale al coperto
- Ospedale di San Gennaro dei Poveri
- Ospizio dei Camaldolesi (Soccavo)
- Palazzo Albertini di Cimitile
- Palazzo Anastasio
- Palazzo Apicella
- Palazzo Arlotta
- Palazzo Barbaja
- Palazzo Baronale
- Palazzo Barracco
- Palazzo Bisignano
- Palazzo Blanch
- Palazzo Bottiglieri
- Palazzo Buono
- Palazzo Calà Ulloa
- Palais Calabritto

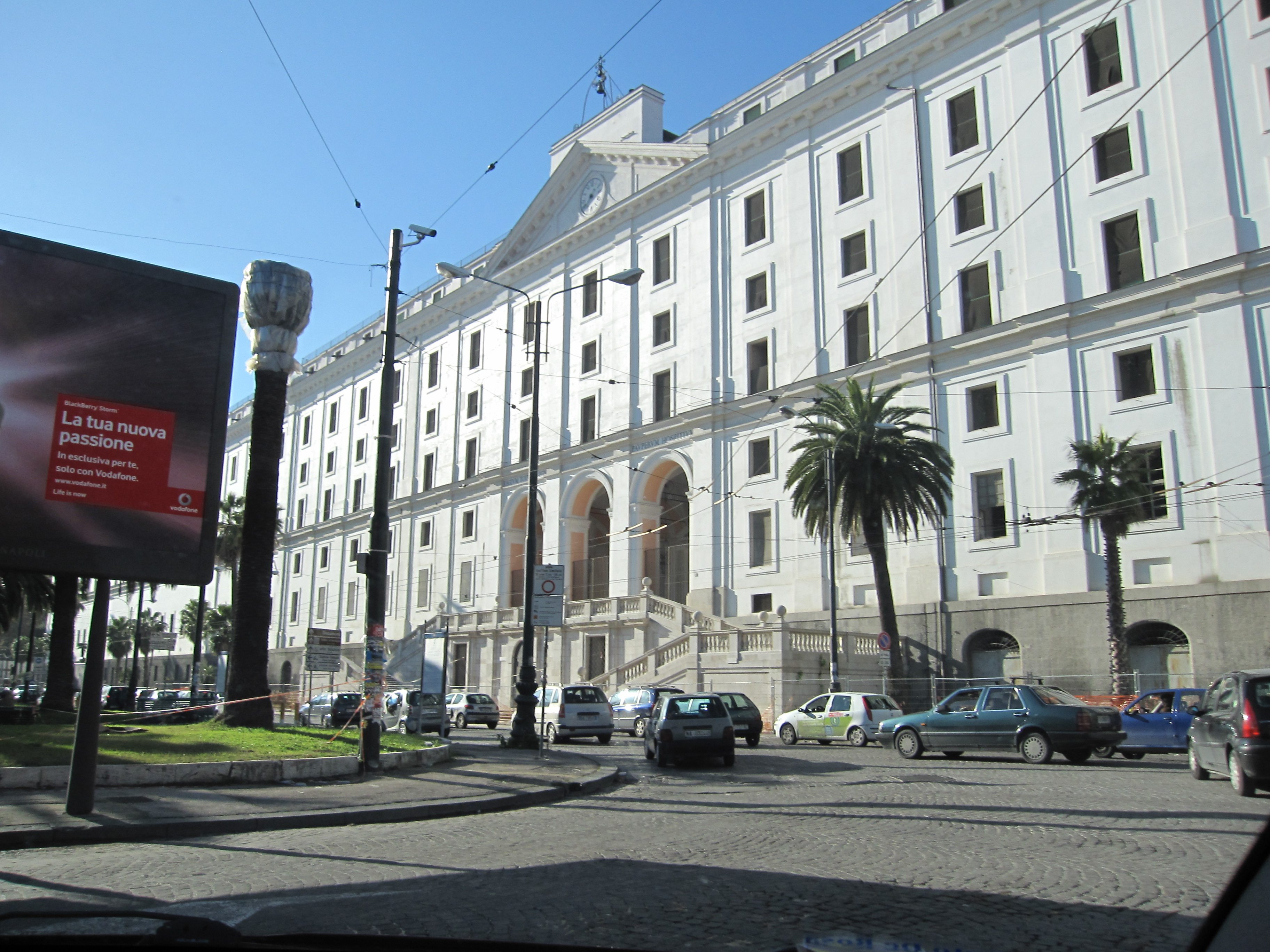
Real Albergo dei Poveri de Naples

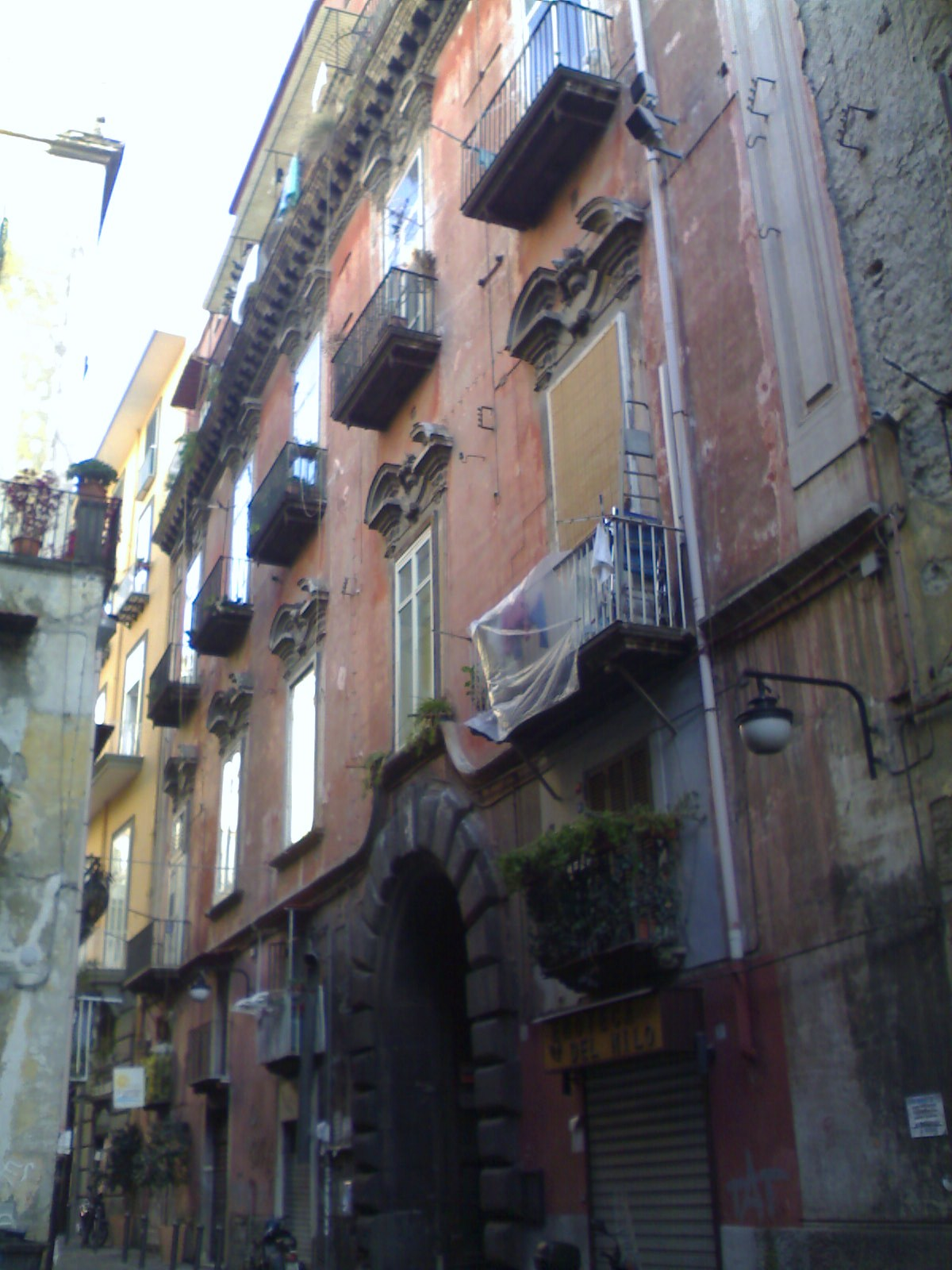
Palazzo baroque in via G. Paladino

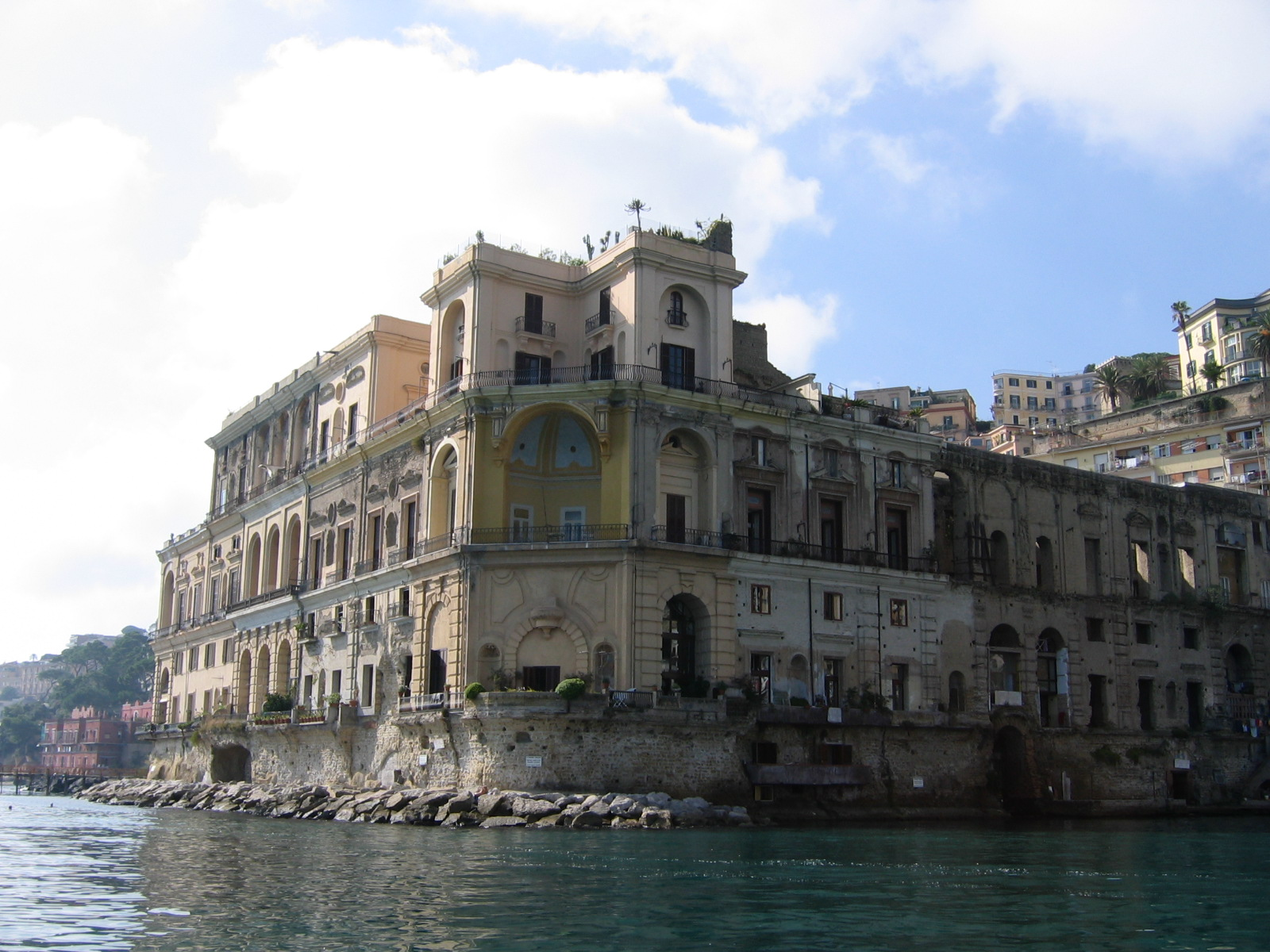
Palazzo Donn'Anna

- Palazzo Capece Galeota della Regina
- Palazzo Capua
- Palazzo Caracciolo di Castagneto
- Palazzo Caracciolo di Girifalco
- Palais Caracciolo di Melissano
- Palazzo Caracciolo di Roccaromana
- Palazzo Caracciolo di Sant'Eramo
- Palais Caracciolo di Torella ou Palazzo Carafa di Policastro
- Palazzo Carafa di Maddaloni alla Stella
- Palazzo Carafa di Noja (Via Monte di Dio)
- Palazzo Carafa di Pignatelli

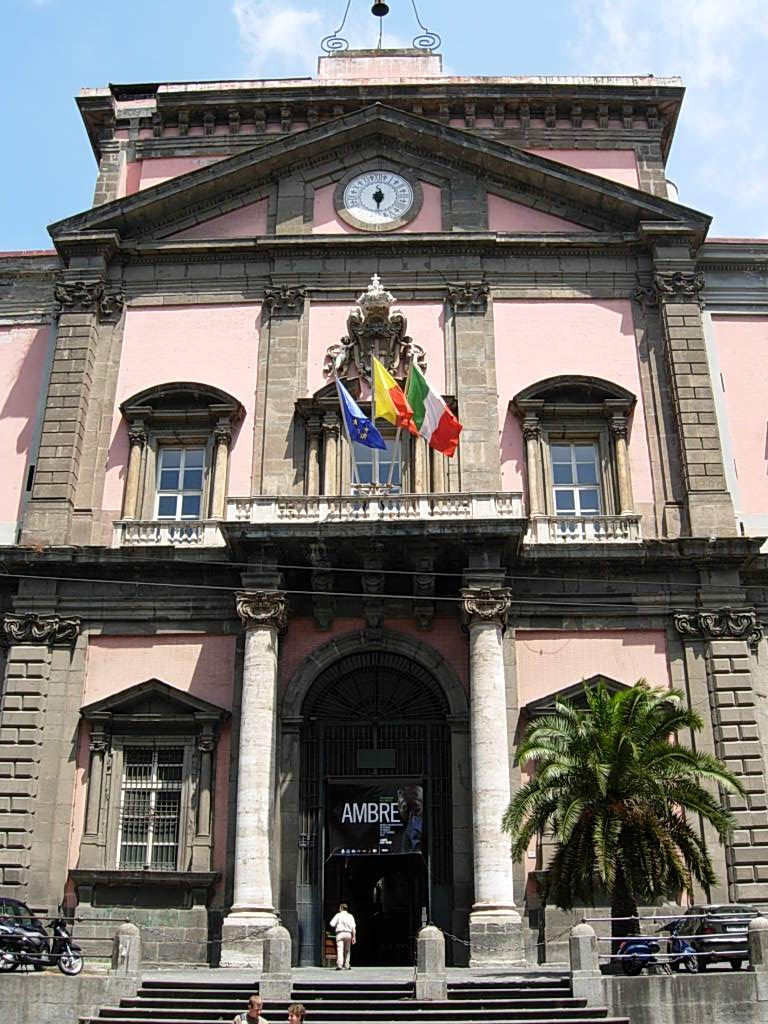
Palazzo del Museo archeologico nazionale

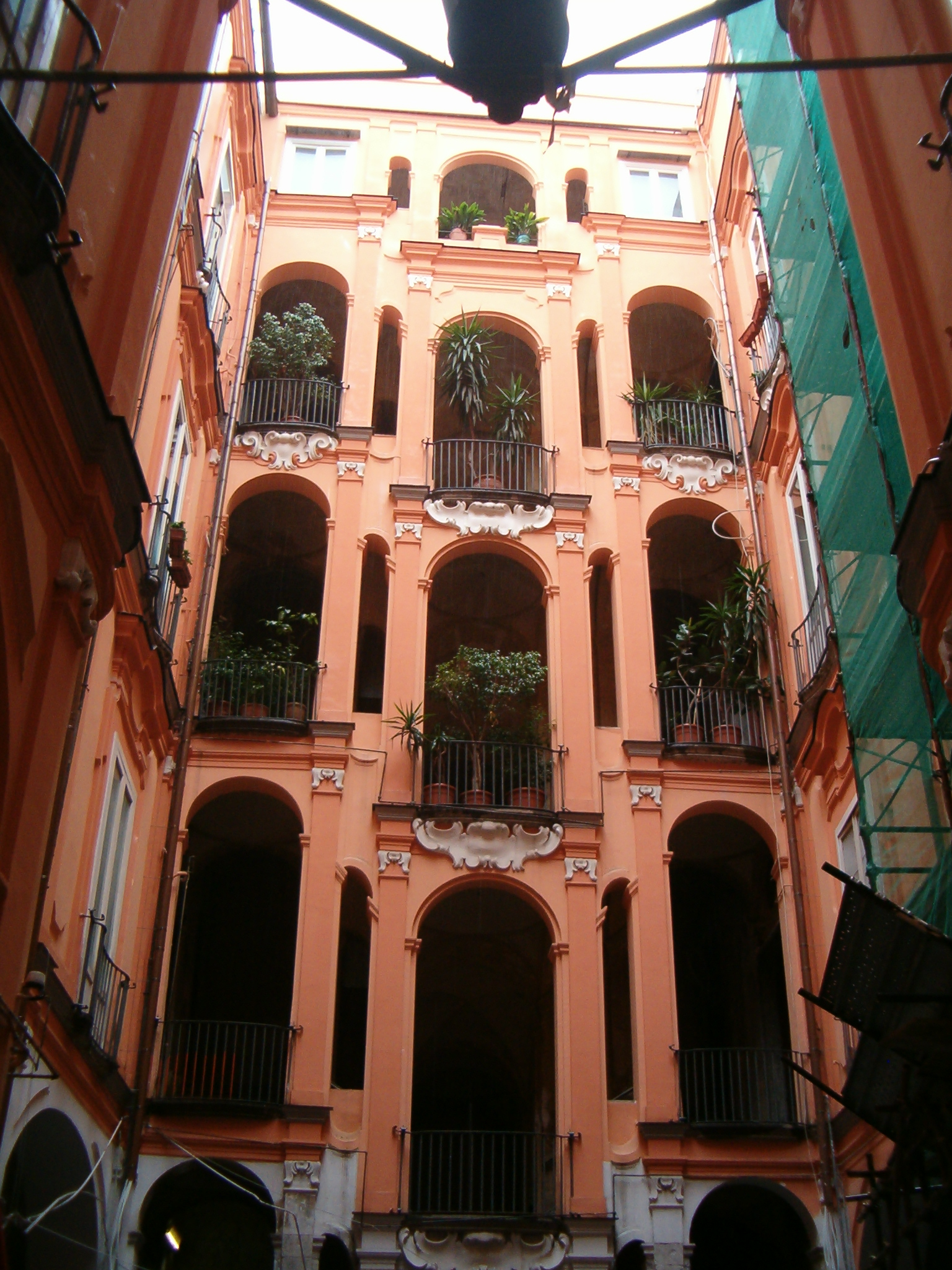
Palazzo Trabucco

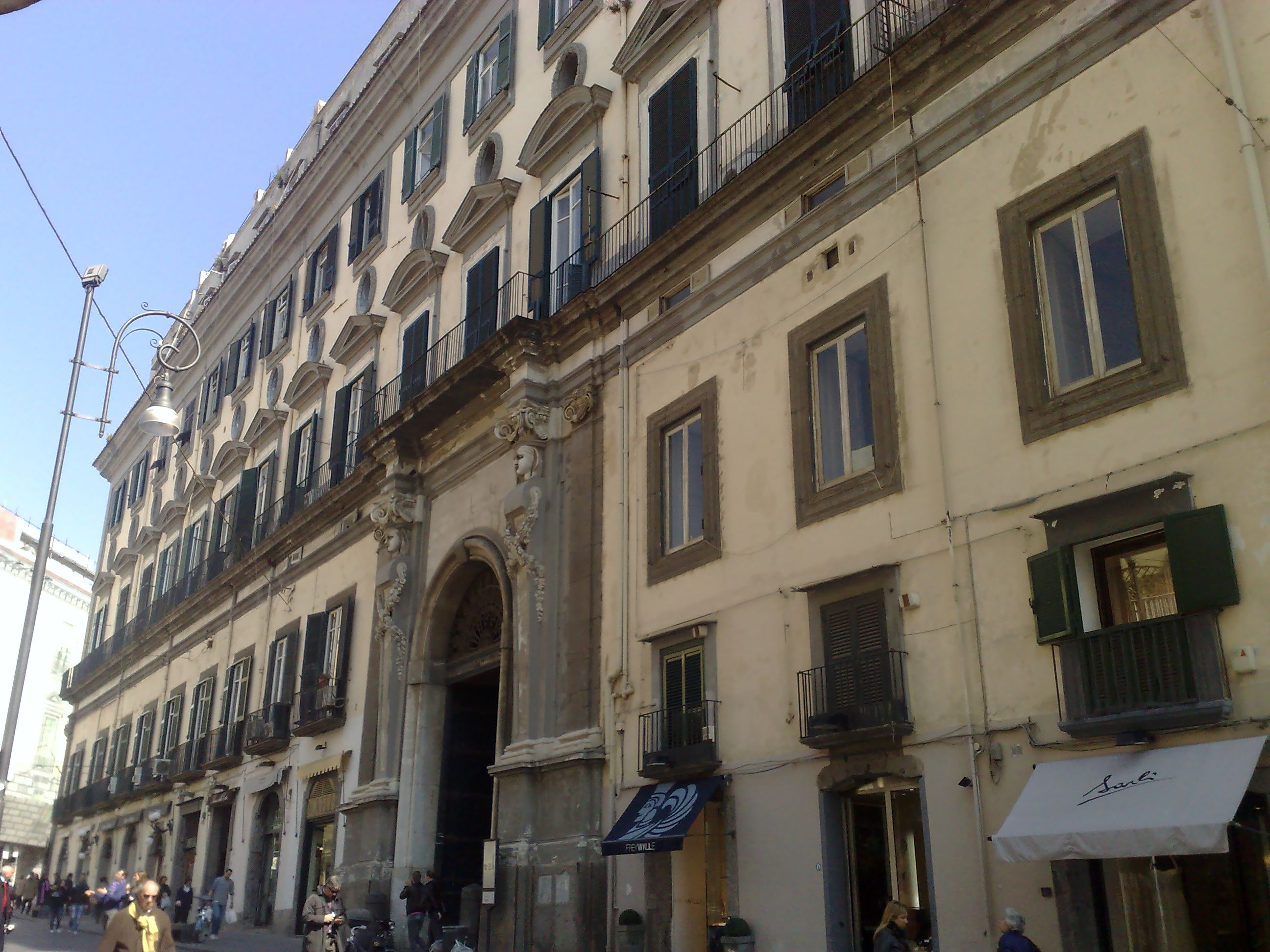
Palazzo Calabritto

- Palazzo Carafa di Roccella alla Riviera di Chiaia
- Palazzo Carafa di Roccella
- Palazzo Carrillo
- Palazzo Cassano Ayerbo D'Aragona
- Palais Cavalcanti
- Palazzo Cedronio
- Palazzo Celenza (via Foria n.123)
- Palazzo Cirillo
- Palazzo Cioffi
- Palazzo Cirella
- Palazzo Colonna di Stigliano
- Palazzo Costantino alla Costigliola
- Palazzo D'Acuna
- Palazzo D'Alessandro di Pescolanciano (Piazza Trieste e Trento)
- Palazzo d'Angiò
- Palazzo d'Aquino di Caramanico al Chiatamone
- Palais d'Aquino di Caramanico
- Palazzo de' Grassi
- Palazzo de Gregorio di Sant'Elia
- Palais de Horatiis
- Palazzo de'Liguori di Pressice
- Palazzo de Luna
- Palazzo de Luzetiis
- Palazzo de Rosa di Villarosa
- Palazzo de Sinno
- Palazzo degli Spiriti
- Palazzo dei Duchi di Casamassima ou de Bellis
- Palazzo del Mattino
- Palais du Cardinal Zapata
- Palazzo del Forno
- Palazzo Del Pezzo
- Palazzo del Pio Monte della Misericordia
- Palazzo del Principe di Sannicandro
- Palazzo del Sacro Monte
- Palazzo della Borghesia
- Palazzo della Cavallerizza a Chiaia
- Palazzo della Congrega di Santa Maria di Monteoliveto
- Palazzo della Facoltà Teologica
- Palazzo della Marchesa di Castelluccio
- Palazzo della Panatica
- Palazzo della Real Paggeria
- Palazzo delle Congregazioni e Casa Professa dei Padri Gesuiti
- Palazzo dell'Immacolatella
- Palazzo dell'Istituto Pimentel Fonseca
- Palazzo dell'Istituto Regina Paradiso
- Palazzo dello Schiantarelli
- Palazzo dello Spagnolo
- Palazzo di Giustizia
- Palazzo di Magnocavallo
- Palazzo di Majo alla Riviera di Chiaia
- Palazzo di Majo
- Palazzo di Nerone
- Palazzo di Sangro di Casacalenda
- Palazzo di Sangro

- Palazzo di Somma del Colle
- Palazzo Donn'Anna

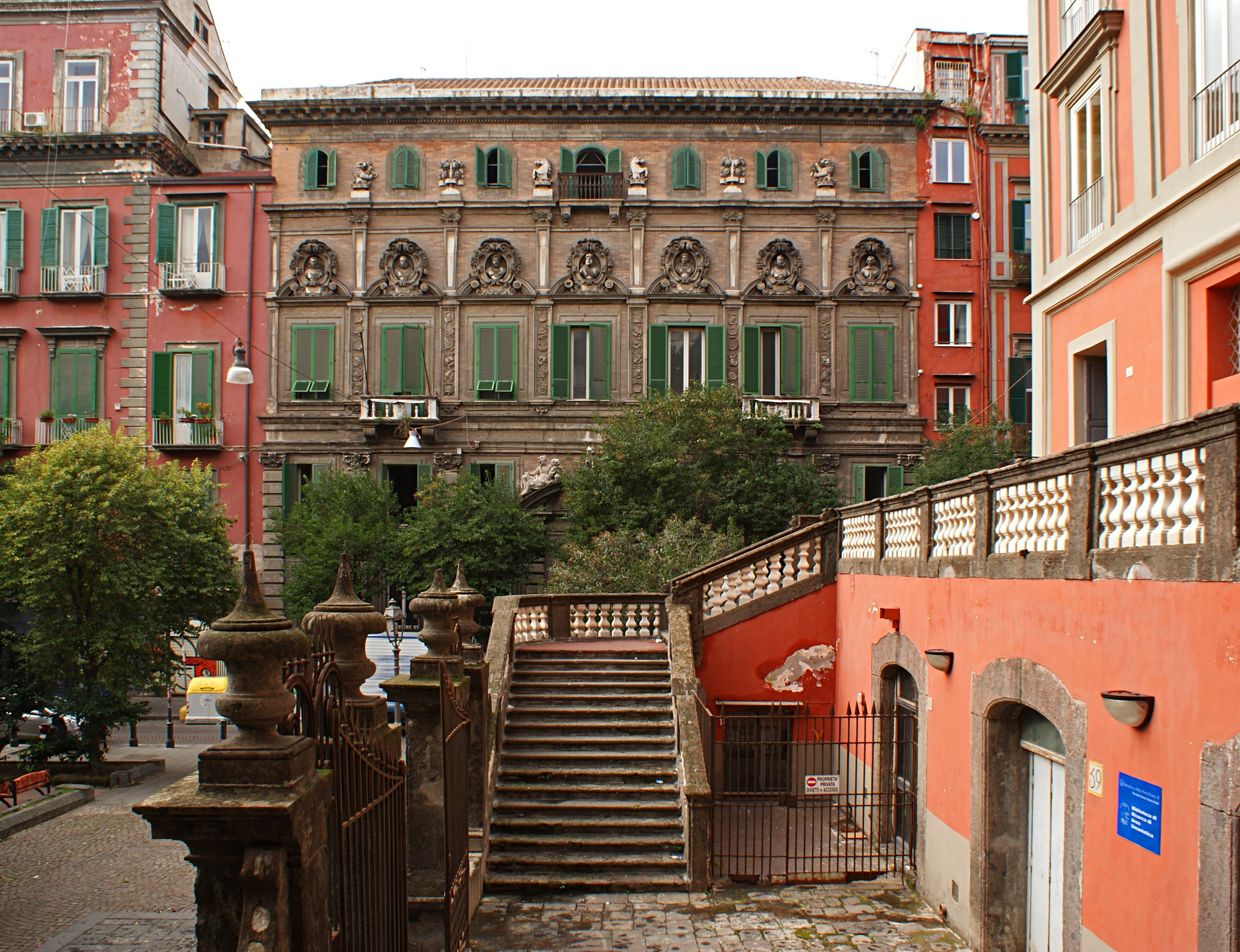
Palazzo Firrao

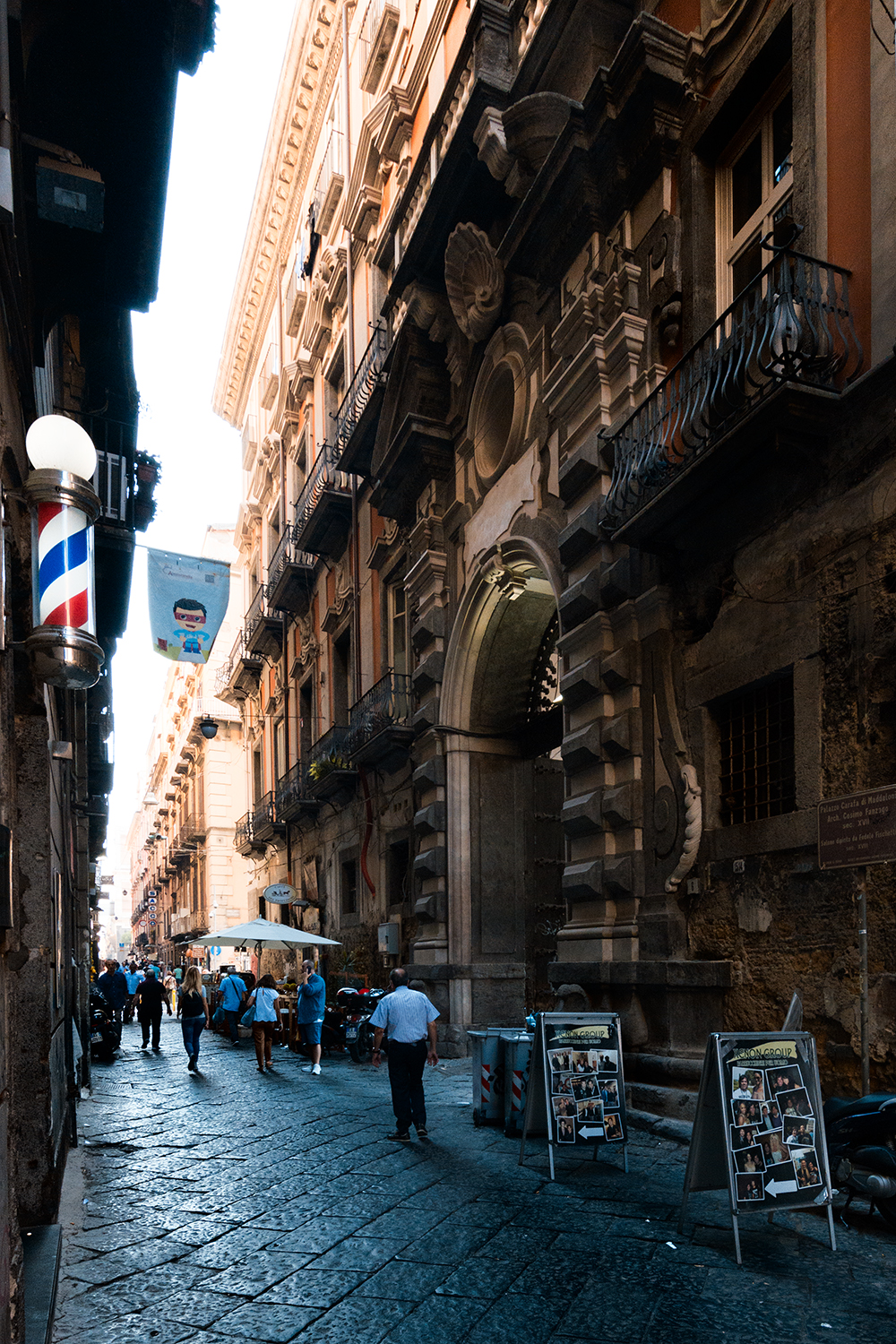
Palazzo Carafa di Maddaloni

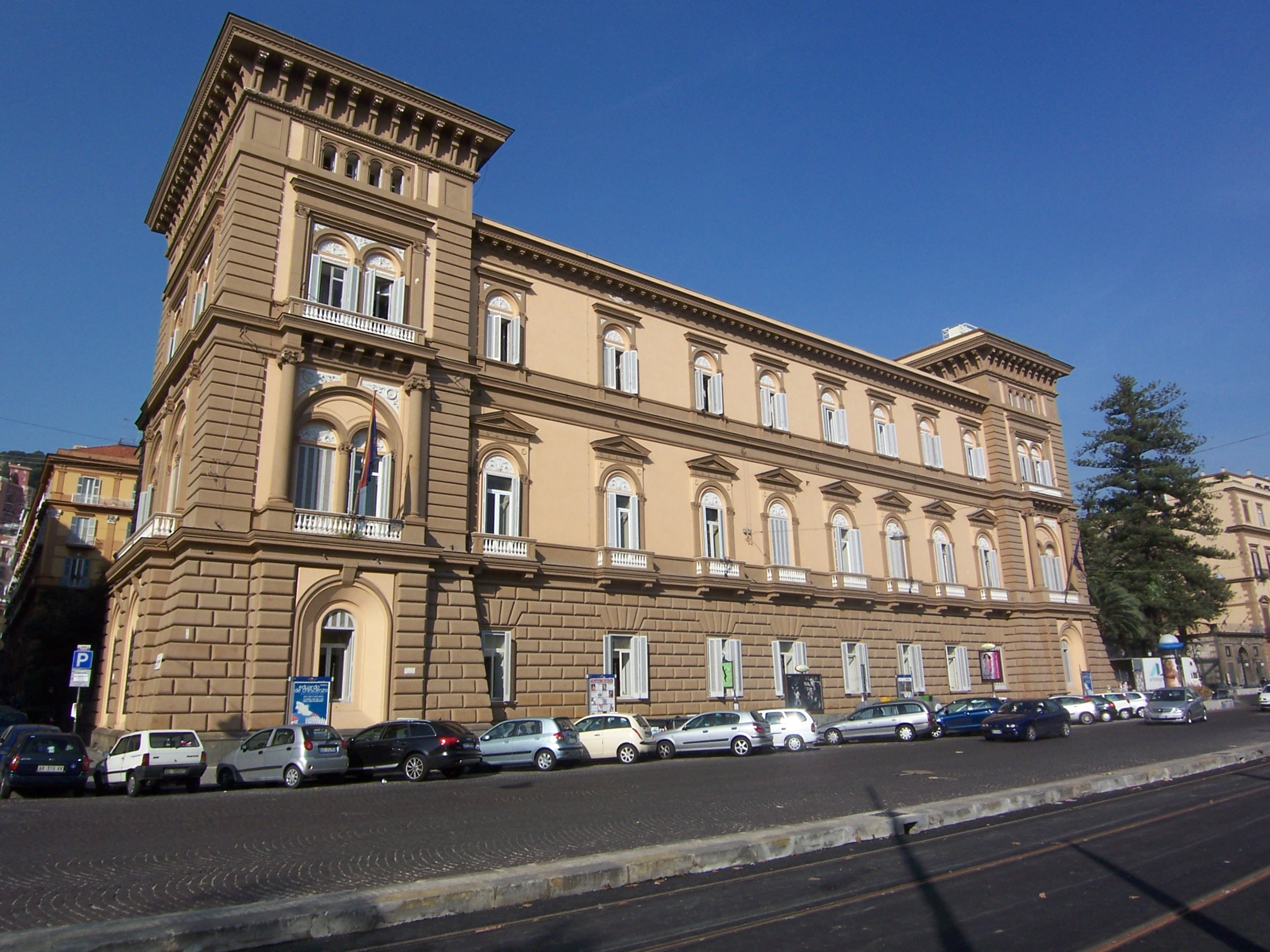
Palazzo Caravita di Sirignano

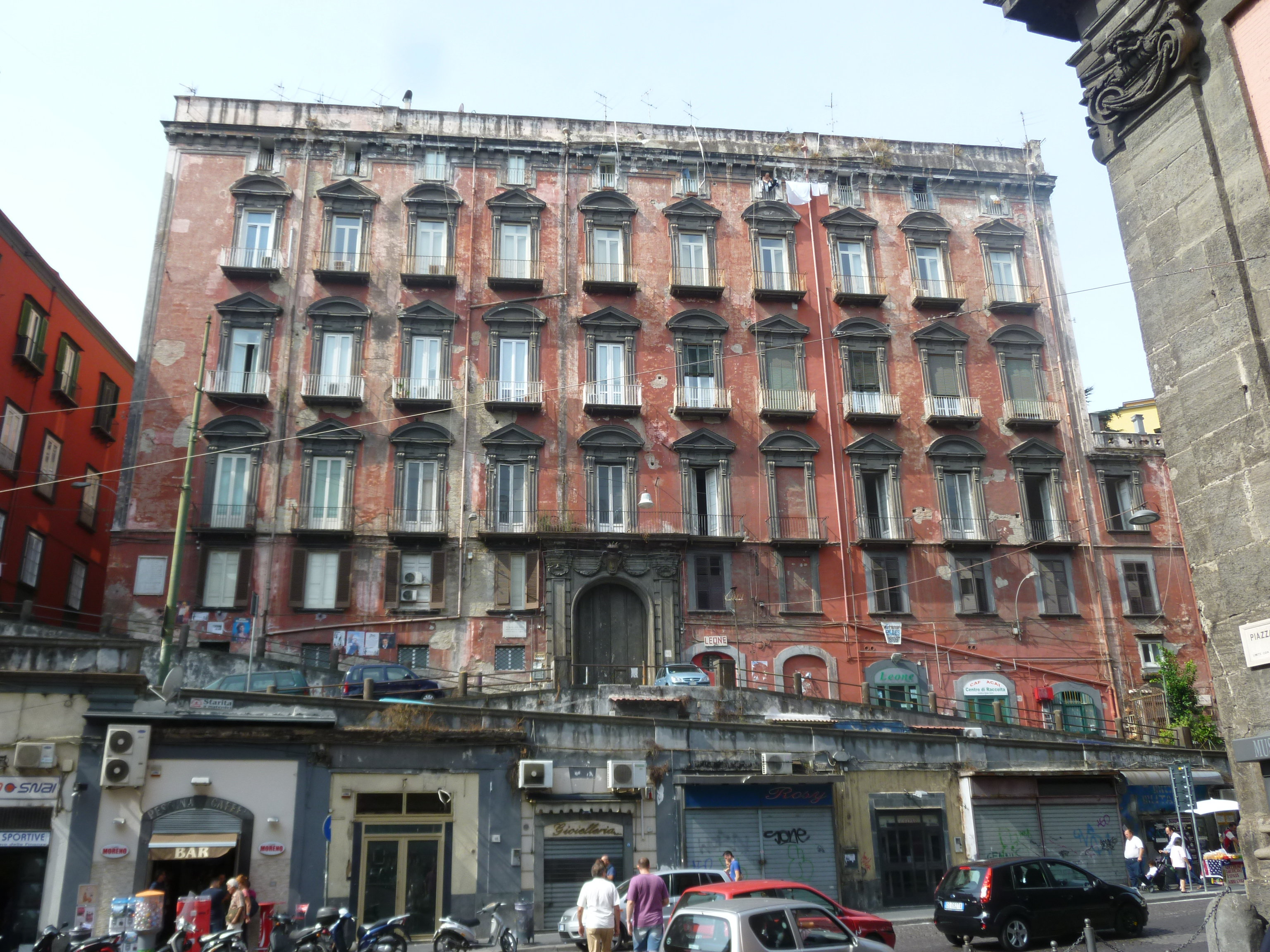
Palazzo Caracciolo di Melissano

- Palazzo Donnaregina (siège du musée d'art contemporain « MADRE »)
- Palazzo Doria d'Angri
- Palazzo Filangieri (Via Filangieri)
- Palazzo Firrao
- Palazzo Fondi
- Palazzo Frammarino
- Palazzo Fuga
- Palazzo Fusco (via Filangieri n.21)
- Palazzo Galli
- Palazzo Giordani (autrefois Carafa di Noja, via Medina)
- Palazzo Gironda di Canneto
- Palazzo Giroux
- Palazzo in Salita Tarsia (n.118)
- Palazzo in via Carbonara (n. 33)
- Palazzo in via Duomo (n. 152)
- Palazzo in via Duomo (n. 214)
- Palazzo in via Egiziaca a Pizzofalcone (n.4)
- Palazzo in via Foria (n. 76)
- Palazzo in via Girolamini (n.11)
- Palazzo in via Materdei (n. 20)
- Palazzo in via Materdei (n. 55)
- Palazzo in via Nilo (n. 20)
- Palazzo in via Nilo (n. 22)
- Palazzo in via Oronzio Costa (n. 5)
- Palazzo in via Salvatore Tommasi 42
- Palazzo in via San Biagio dei Librari (n. 14)
- Palazzo in via San Paolo (n. 44)
- Palazzo in via Santa Maria in Portico (n.3)
- Palazzo in via Tribunali (n. 169)
- Palazzo in via Trinchera (n. 5)
- Palazzo in vico Sedil Capuano (n. 16)
- Palazzo Ischitella
- Palazzo Lariano Sanfelice
- Palais Latilla
- Palazzo Le Camere
- Palazzo Lieto
- Palazzo Loffredo alla Costigliola
- Palazzo Longo
- Palazzo Ludolf
- Palazzo Majorana
- Palazzo Malatesta
- Palazzo Mastelloni
- Palazzo Mauri
- Palazzo Mauro
- Palazzo Medici di Ottaviano
- Palazzo Melofioccolo
- Palazzo Minei
- Palazzo Mirelli di Teora
- Palazzo Moles
- Palazzo Monaco di Lapio

- Palazzo Montesanto
- Palazzo Muscèttola di Spezzano
- Palazzo Nauclerio
- Palazzo Nunziatella
- Palazzo Palmarice
- Palazzo Pandola

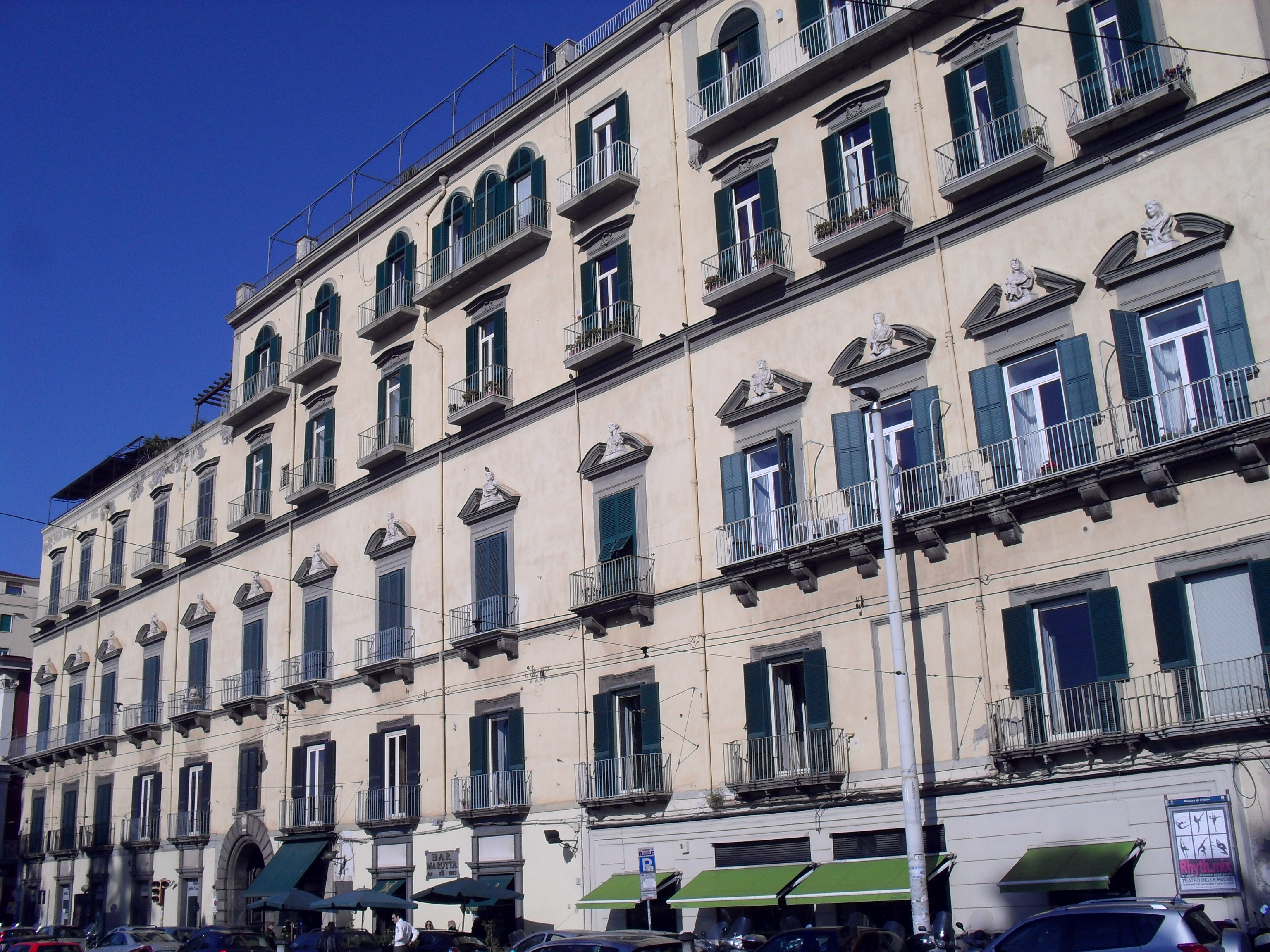
Palazzo Ravaschieri

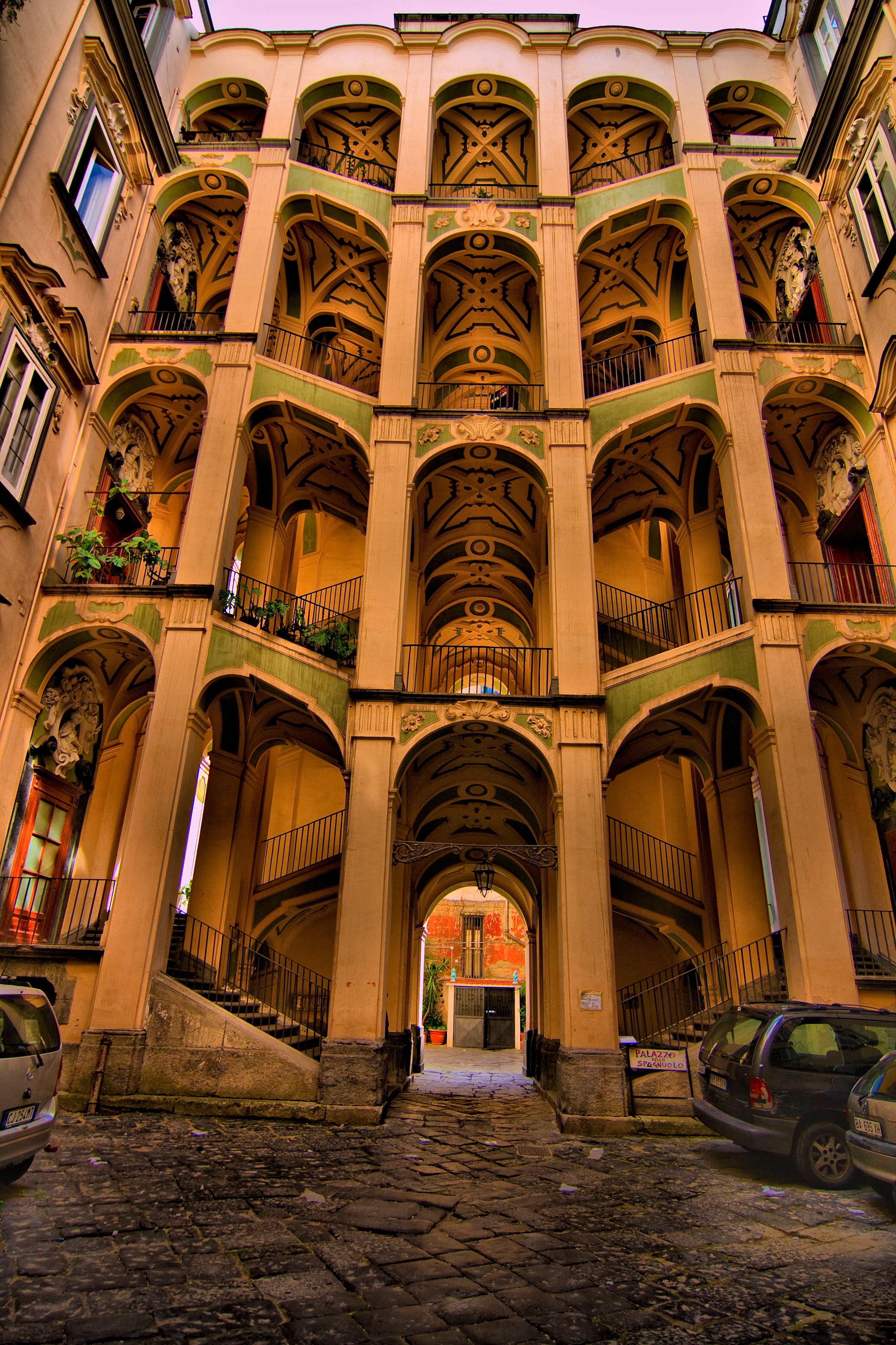
Palazzo dello Spagnolo

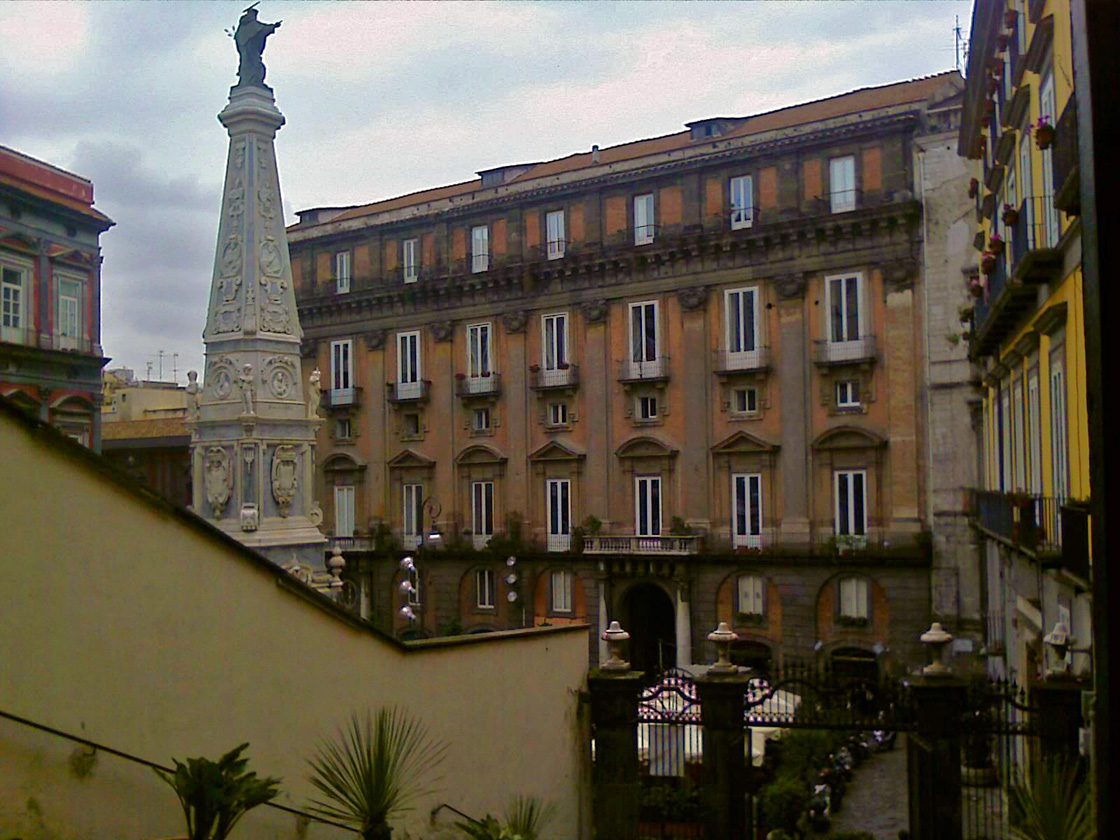
Palazzo di Sangro di Casacalenda

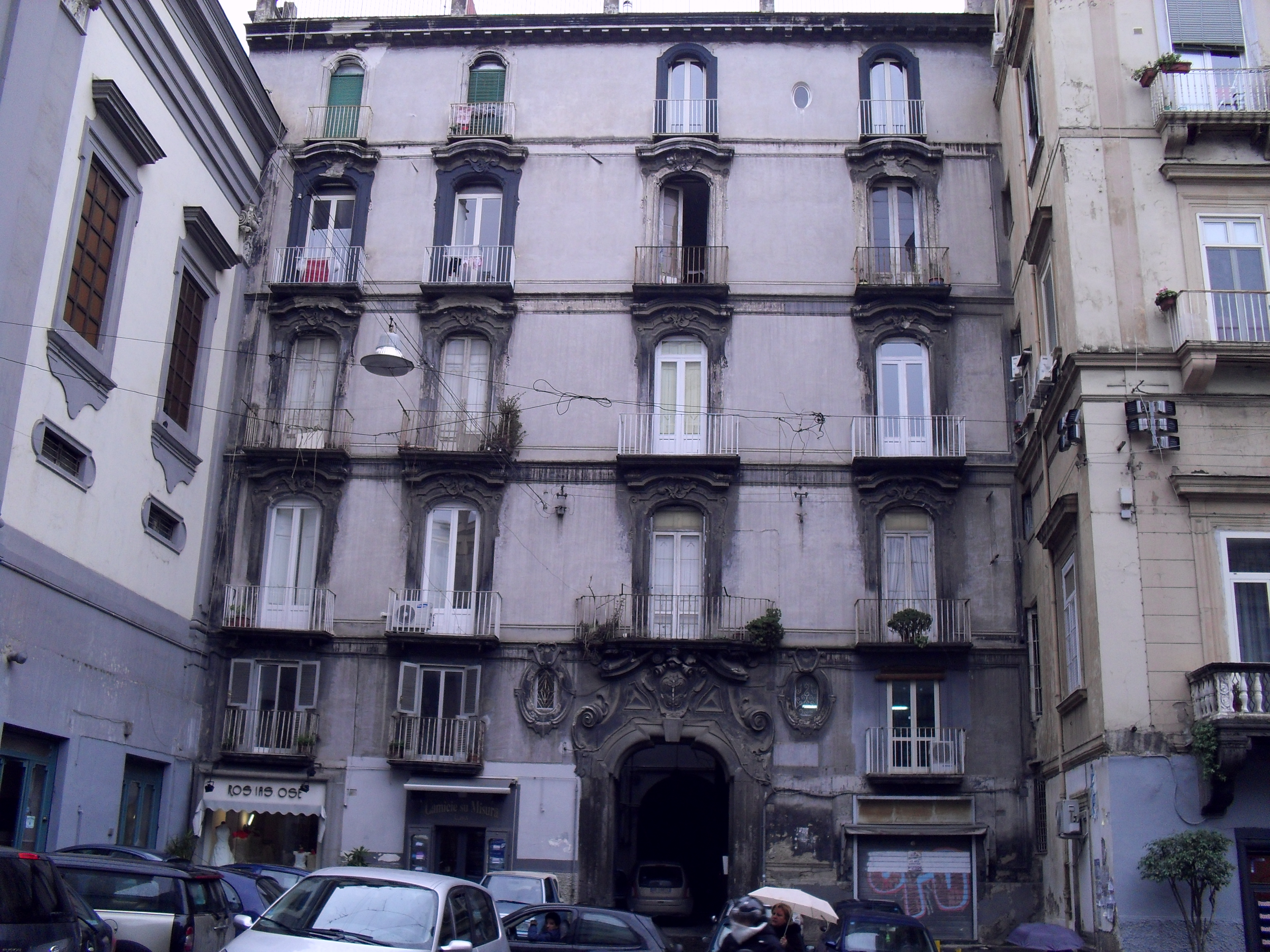
Palazzo barocco in via Duomo n. 246

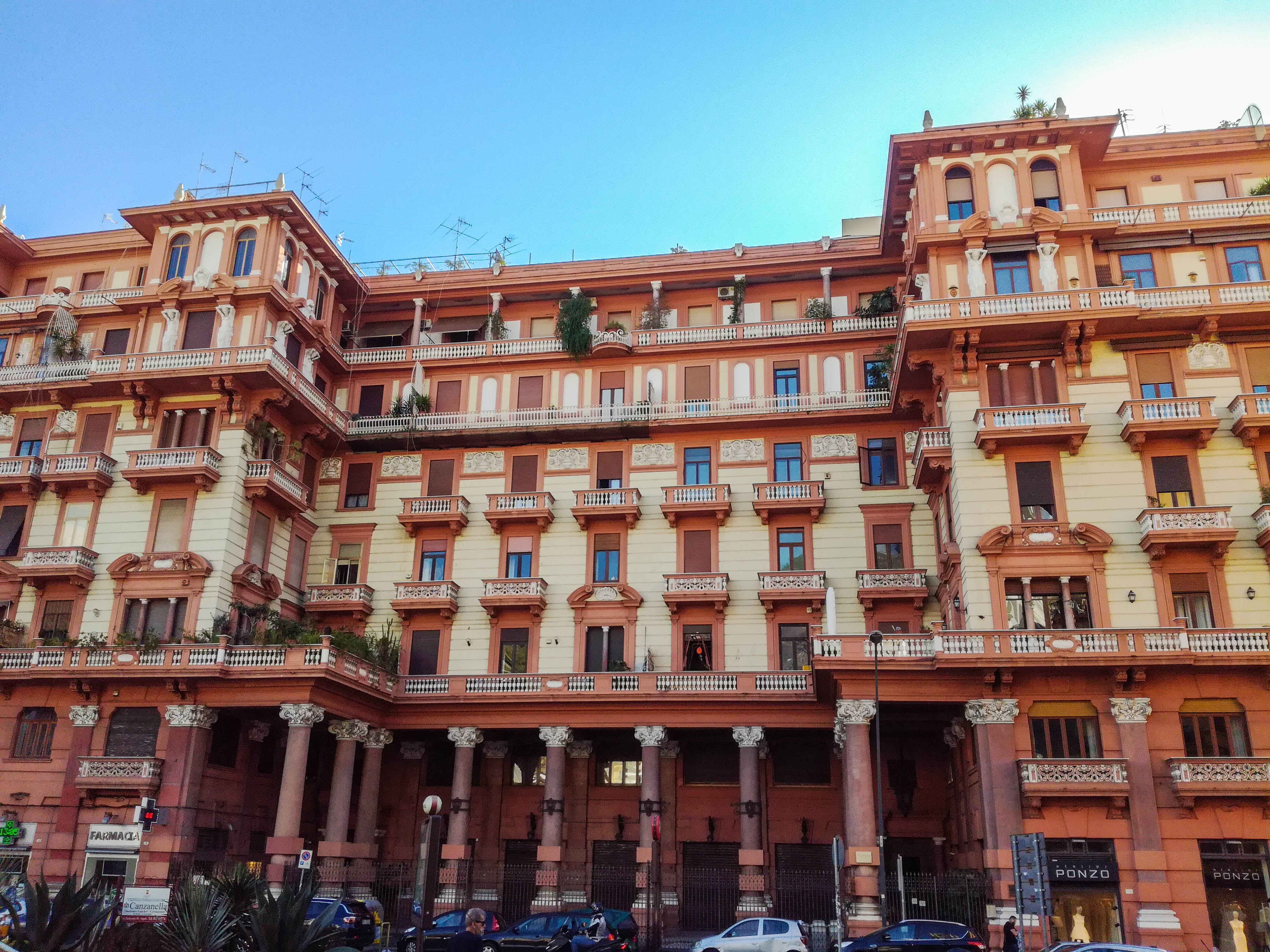
Palazzo Piedigrotta

- Palazzo Pandone (via Carlo Poerio n.14)
- Palazzo Parascandolo
- Palazzo Partanna
- Palazzo Persico
- Palazzo Pessina
- Palazzo Petagna di Trebisacce
- Palazzo Petina
- Palazzo Petriccione di Vadi
- Palazzo Pignatelli di Monteroduni
- Palazzo Pignatelli di Strongoli
- Palazzo Pignatelli
- Palazzo Pinelli
- Palazzo Piscicelli
- Palazzo Positano
- Palazzo Procaccini
- Palazzo Ravaschieri
- Palazzo Recupito Ascolese
- Palazzo Riario-Sforza
- Palazzo Rinucci
- Palazzo Robertelli
- Palazzo Rodinò
- Palazzo Rossetti
- Palazzo Ruffo della Scaletta
- Palazzo Ruffo di Bagnara
- Palazzo Ruffo di Baranello
- Palazzo Ruffo di Castelcicala
- Palazzo Ruvo
- Palazzo Salerno
- Palazzo Sambon (via Gennaro Serra n.24)
- Palazzo San Felice
- Palazzo Sanfelice di Bagnoli
- Palazzo Sant'Arpino
- Palazzo Scarpetta
- Palazzo Schioppa
- Palazzo Serra di Cassano
- Palazzo Sesti
- Palazzo Sgueglia della Marra
- Palais Solimena
- Palazzo Spinelli
- Palazzo Spinelli di Fuscaldo
- Palazzo Spinelli di Tarsia
- Palazzo Statella
- Palazzo Tango
- Palazzo Terralavoro (autrefois palazzo di Conforto)
- Palazzo Tirone Nifo
- Palazzo Tocco di Montemiletto alla Cesarea
- Palazzo Tocco di Montemiletto a Toledo
- Palazzo Torlonia
- Palazzo Torre
- Palazzo Trabucco
- Palazzo Ulloa di Lauria
- Palazzo Valcarcel
- Palazzo Volpicelli
- Palais Zevallos
- Palazzo Zezza
- Palazzo Zona
- Complesso della Scuola Militare della Nunziatella
- Séminaire des Nobles
- Villa Addeo
- Villa Alfieri (Corso Secondigliano)
- Villa Alvito
- Villa Amalia
- Villa Bisignano
- Villa Bloch
- Villa Bozzi
- Villa Cantalupo
- Villa Capasso
- Villa Caracciolo di Roccaromana
- Villa Carafa di Belvedere
- Villa Casazza
- Villa Cilento (via Sant'Antonio a Capodimonte)
- Villa Cilento (via Torre Ranieri)
- Villa Chierchia
- Villa Colaneri
- Villa Colonna Bandini
- Villa Cottrau
- Villa Craven
- Villa d'Abro
- Villa De Rosa
- Villa De Rossi
- Villa del Conte di Acerra
- Villa della Grotta di San Giovanni
- Villa di Donato
- Villa di Grotta Marina
- Villa Domì
- Villa Donzelli
- Villa Elvira
- Villa Emma
- Villa Faraone
- Villa Filomena
- Villa Florido
- Villa Florio
- Villa Gallo
- Villa Gallotti
- Villa Garofalo
- Villa Gilda
- Villa Giordano Duchaliot
- Villa Giulia
- Villa in via Catullo 7
- Villa in viale Virgiliano 14
- Villa Karnap
- Villa La Riccia
- Villa Lamperti
- Villa Leonetti
- Villa Letizia
- Villa Loffredo
- Villa Lucia
- Villa Majo
- Villa Manfredi
- Villa Mastellone
- Villa Matarazzo
- Villa Mazziotti
- Villa Montemajor
- Villa Paradiso
- Villa Paternò
- Villa Patrizi
- Villa Pavoncelli
- Villa Percuoco
- Villa Poggio De Mari
- Villa Pietracatella
- Villa Presenzano
- Villa Raiola Scarinzi
- Villa Regina
- Villa Riario Sforza
- Villa Ricciardi
- Villa Rosebery
- Villa Ruffo
- Villa Ruffo della Scaletta
- Villa Salve
- Villa Sanfelice di Monteforte
- Villa Sava
- Villa Spena
- Villa Spera
- Villa Spinelli di Scalea
- Villa Tricase
- Villa Torre
- Villa Valiante
- Villa Vellusi
- Villa Vinaccia
- Villa Visocchi
- Villa Volpicelli
- Villa Walpole

### XIXesiècle
- Accademia delle Belle Arti
- Grand Hotel de Londres
- Complesso termale di Agnano

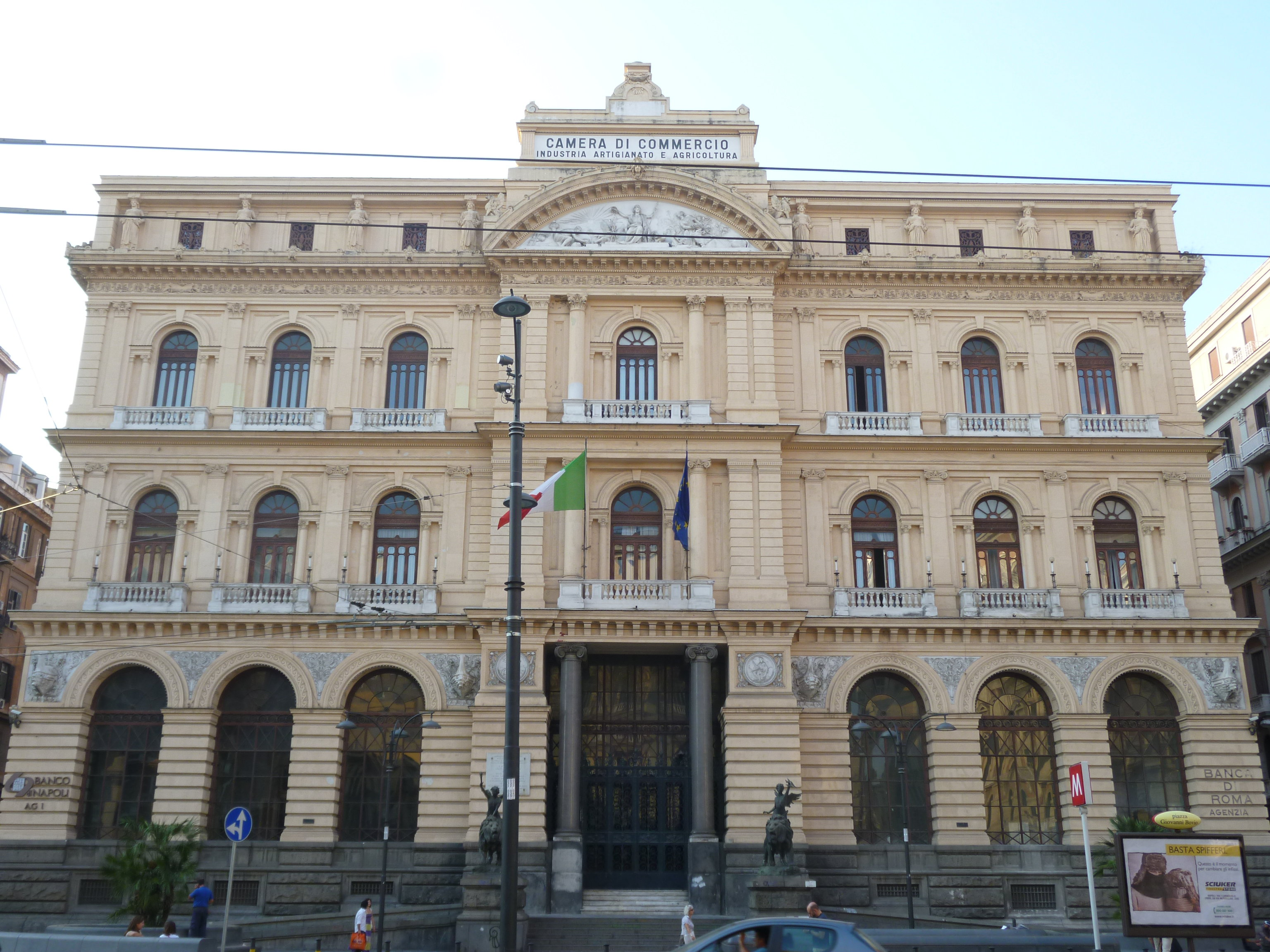
Palazzo della Borsa

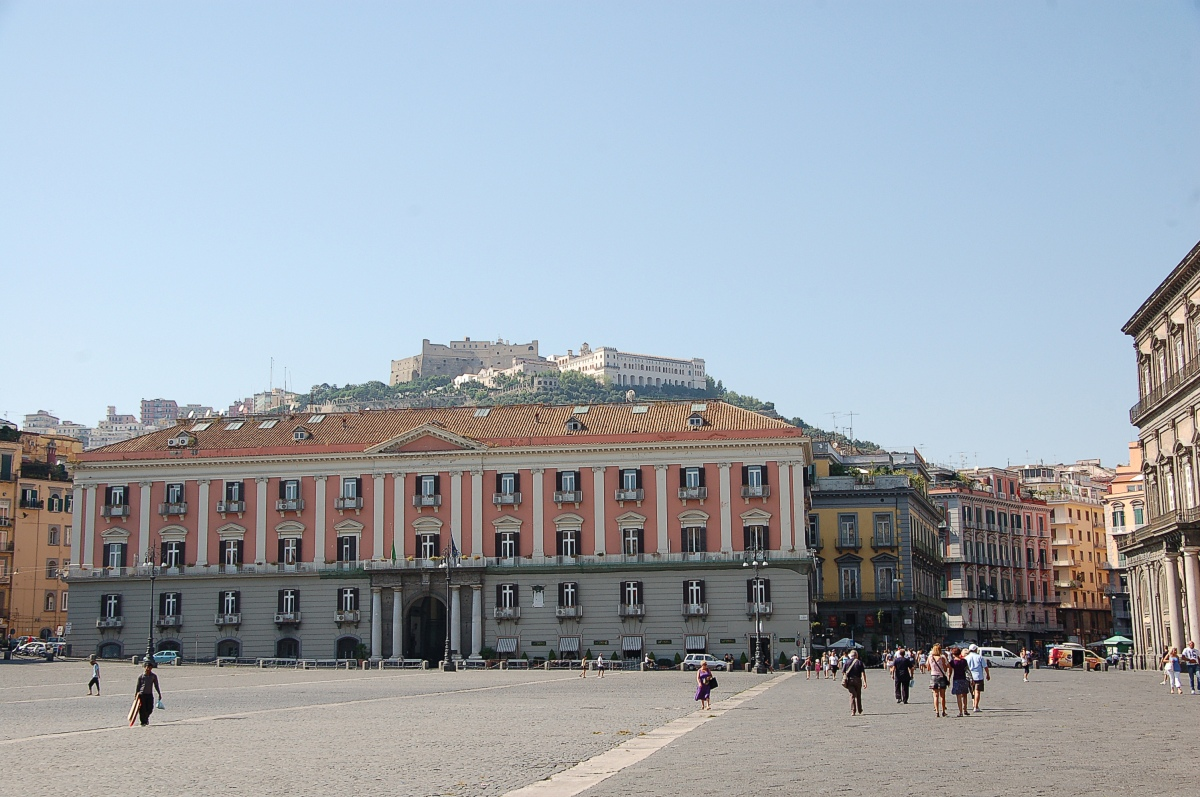
Palazzo della Prefettura

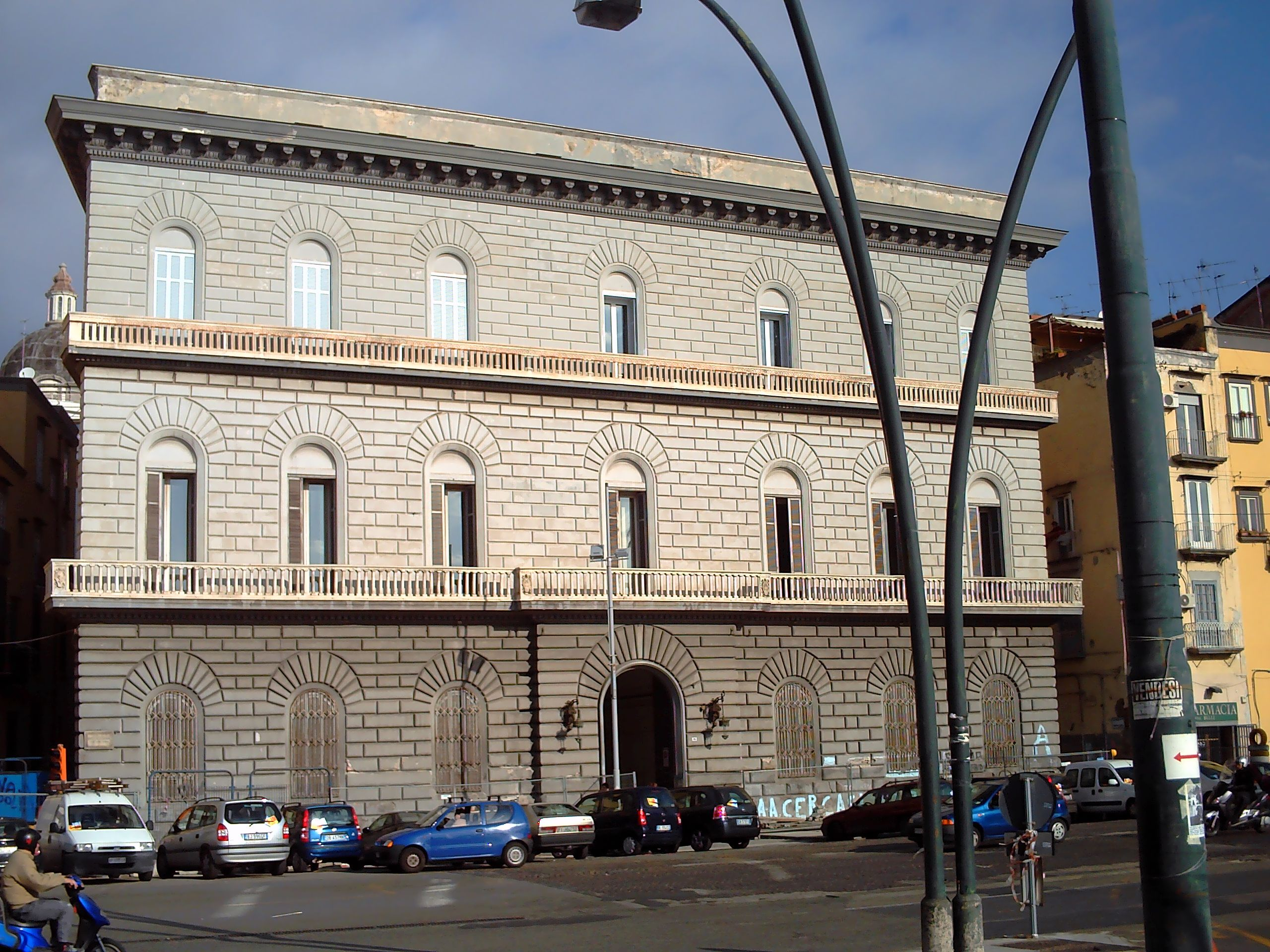
Palazzo Guevara di Bovino

- Palazzo Arlotta (via Chiatamone 63)
- Palazzo Battiloro
- Palazzo Berlingieri (viale Gramsci 5 et via Caracciolo 34)
- Palazzo Capone
- Palazzo Caracciolo di San Teodoro
- Palazzo Carbonelli (Corso Secondigliano)
- Palazzo Colicelli Lanzara (via Monte di Dio 70)
- Palazzo D'Alessandro di Pescolanciano (Corso Vittorio Emanuele 171)
- Palazzo D'Ayala (Corso Vittorio Emanuele 137)
- Palazzo De Rosa
- Palazzo dell'Istituto Grenoble
- Palais de l'Université de Naples - Frédéric II
- Palais de la Bourse de Naples
- Palazzo della Confraternita di Sant'Anna dei Lombardi (via Monteoliveto 44)
- Palazzo della Fondiaria
- Palazzo della Prefettura di Napoli
- Palazzo della Stazione Zoologica
- Palazzo Dini
- Palazzo Du Mesnil
- Villa Doria d'Angri
- Villa Floridiana
- Palazzo Guevara di Bovino
- Palazzo in via Foria 76
- Palazzo in vico Girolamini 11
- Palazzo Ludolf (via Giovanni Bausan 1)
- Palazzo Maffettone
- Palazzo Manzi
- Palazzo Mazziotti
- Palazzo Montemajor
- Palazzo Nunziante
- Palazzo Orsini
- Palazzo Passalacqua (via Caracciolo 11)
- Villa Pignatelli
- Palazzo Recupito Ascolese (vico Avallone 15)
- Villa Rocca Belvedere
- Palazzo Salazar (via Carlo Poerio 86)
- Palazzo Salvati (Corso Vittorio Emanuele 211)
- Palazzo Sambiase
- Palais San Giacomo
- Palazzo Serracapriola
- Palazzo Spinelli
- Palazzo Torre Palasciano
- Palazzo Vittozzi
- Palazzo Viviani (Corso Vittorio Emanuele 386)
- Palazzo Vonwiller (via Domenico Morelli 37)

### XXesiècle

#### Architecture éclectique de la première moitié duXXesiècle
- Boutique Lotto Zero
- Château Aselmeyer
- Villa Ebe
- Ospedale Antonio-Cardarelli
- Palais Cottrau Ricciardi

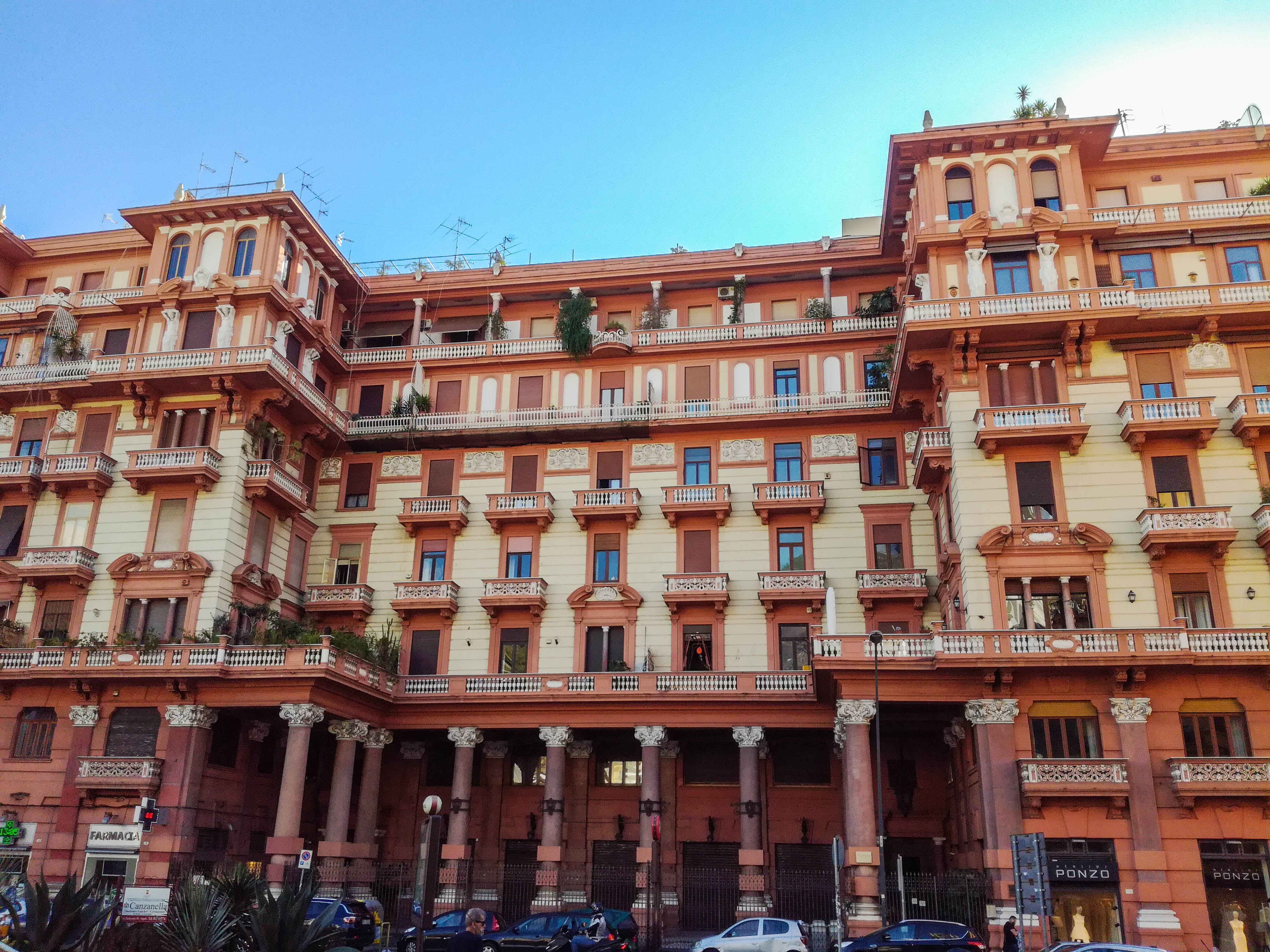
Palazzo in piazza Piedigrotta.

- Palazzo dei Telefoni (piazza Nolana)
- Palazzo dei Telefoni (via Crispi)
- Palazzo Galli
- Palazzo della Stazione di Mergellina
- Palazzo della Stazione di Campi Flegrei
- Palazzo in piazza Piedigrotta
- Villa Carmela Vittoria
- Seminario Arcivescovile di Napoli

#### Liberty napolitain
- Casa Marotta
- Palazzo Avena ou villa Haas
- Palazzo Acquaviva Coppola

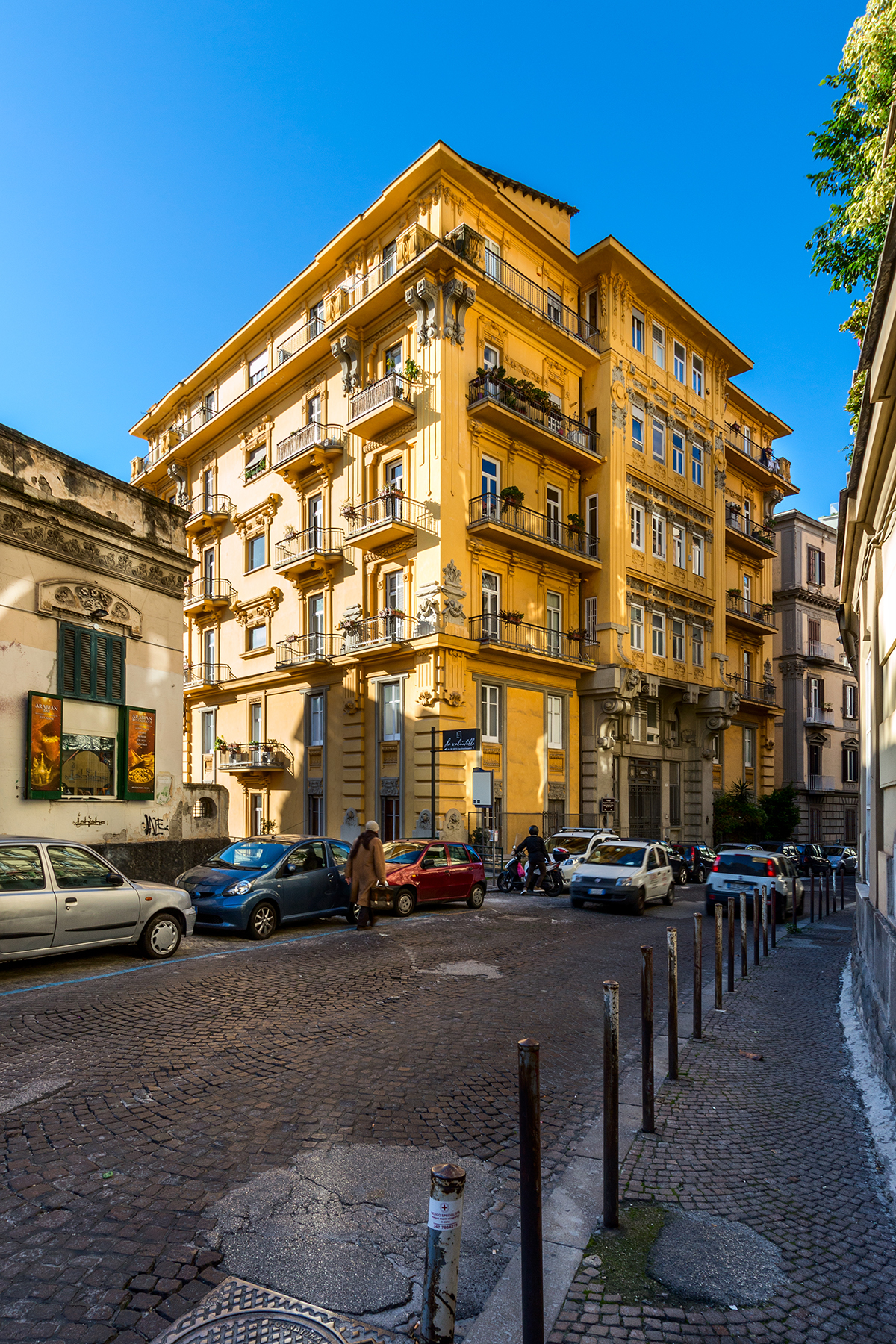
Palazzo Acquaviva Coppola

- Palazzo Fusco (via Gaetano Filangieri 21)
- Palazzo Leonetti
- Palazzo Mannajuolo
- Palazzo Paradisiello
- Palazzo Petriccione di Vadi
- Villa Rocco
- Villa Rachele
- Villa Russo Ermolli
- Palazzo Santa Lucia (Borgo Santa Lucia)
- Palazzo Scarpetta
- Palazzina Velardi
- Villa Ascarelli
- Villa Maria
- Villa Berlingieri
- Villa Elena e Maria
- Villa Rocca Matilde
- Villa La Santarella
- Villa Wenner
- Villa Valente
- Villa Pappone
- Palazzo delle palme
- Villino Giulia

#### Période fasciste
- Casa del Mutilato
- Mercato Ittico di Napoli
- Palazzo del Banco di Napoli
- Palazzo della Banca Nazionale del Lavoro
- Palazzo dell'Intendenza di Finanza, degli Uffici Finanziari e dell'Avvocatura di Stato
- Palazzo Matteotti
- Palazzo della Questura
- Palazzo della Stazione Marittima
- Palazzo delle Poste e Telegrafi
- Palazzo Fernandez
- Palazzo INA
- Palazzo Troise

#### Après la Seconde Guerre mondiale
- Ambassador's Palace Hotel
- Auditorium Rai di Napoli
- Centro contabile elettronico del Banco di Napoli
- Palazzo Avena
- Palazzo d'angolo in piazza Municipio
- Palazzo dei Telefoni (via Depretis)
- Palazzo del Circolo della Stampa
- Palazzo del Renaissance Hotel Mediterraneo
- Palazzo della Banca d'Italia
- Palazzo della Facoltà di Economia e Commercio
- Palazzo della Facoltà d'Ingegneria
- Palazzo della Flotta Lauro
- Palazzo della Nuova Borsa Merci
- Palazzo della Provincia
- Palazzo della SIP al Monte di Dio
- Palazzo della Standa
- Palazzo dell'IMI
- Palazzo dell'Intendenza di Finanza, degli Uffici Finanziari e dell'Avvocatura di Stato
- Palazzo INA in via Cesare Battisti
- Palazzo ISVEIMER
- Piazza Grande
- Rione Duca d'Aosta
- Rione Miraglia
- Seminario Arcivescovile di Napoli
- Torre del II Policlinico
- Tour Telecom Italia
- Torri del Banco di Napoli
- Torri ENEL
- Vele di Scampia

## Sources
- (it) Cet article est partiellement ou en totalité issu de l’article de Wikipédia en italien intitulé « Palazzi di Napoli » (voir la liste des auteurs).